# Combate urbano na Revolta Paulista de 1924
A cidade de São Paulo sofreu a mais violenta guerra urbana da história do Brasil durante a Revolta Paulista de 1924, de 5 a 27 de julho daquele ano. Os revolucionários tenentistas, liderados pelo general Isidoro Dias Lopes, pretendiam tomar a cidade em poucas horas, mas ficaram presos em combate na região central contra as forças leais ao governo de Artur Bernardes. Em 8 de julho os legalistas retiraram-se à periferia, organizando-se na “Divisão de Operações no Estado de São Paulo” do general Eduardo Sócrates, reiniciando os combates nos bairros operários ao sul e leste. Não havia um cerco completo; os rebeldes tinham estradas abertas a seu território no interior, pelas quais eles se retiraram da cidade na noite de 27 de julho e continuaram o movimento.
Nas primeiras horas da revolta os conspiradores tomaram unidades do Exército Brasileiro e o principal complexo de quartéis da Força Pública de São Paulo, no bairro da Luz. Em seguida, não conseguiram o reforço esperado do 4.º Regimento de Infantaria, não cortaram as comunicações telegráficas a tempo, foram rechaçados no ataque ao Palácio dos Campos Elíseos, residência do governador, e cancelaram seus planos de invasão ao Rio de Janeiro devido à mudança de lado do 4.º Batalhão da Força Pública, na Luz. Ambos os lados tinham cerca de mil combatentes no início, e os primeiros dias de combate foram indecisos. Trincheiras improvisadas lotaram o centro. Em 8 de julho, a pressão da artilharia contra o governador Carlos de Campos levou-o a abandonar o centro, e as tropas legalistas fizeram o mesmo. Esta decisão foi controversa, pois entregou a cidade nas mãos dos rebeldes, que a esse ponto pensavam em desistir.
Com seu posto de comando em Guaiaúna, na Penha, os legalistas, divididos em cinco brigadas, iniciaram uma ofensiva em um semicírculo do Ipiranga a Vila Maria, concentrados nos trilhos da São Paulo Railway e Estrada de Ferro Central do Brasil. Contínuos reforços do Exército, Marinha e Forças Públicas deram-lhes uma grande vantagem numérica (cerca de 15 mil contra mais de 3 mil rebeldes) e de artilharia, com a qual um bombardeio intenso foi lançado a partir do dia 11, atingindo principalmente alvos civis. O governo controlava os morros ao redor da cidade, enquanto os rebeldes tinham posições de observação no alto das fábricas e outros edifícios. As barricadas de rua eram rudimentares, mas uma reserva motorizada na Luz respondia aos ataques legalistas.
A eficiência da ofensiva do governo foi criticada em diversos pontos pelo general legalista Abílio de Noronha. A brigada mais agressiva, do general Tertuliano Potiguara, na Mooca, expôs seus flancos no dia 14 e foi obrigada a recuar, expondo o flanco direito da brigada Carlos Arlindo, que perdeu seus ganhos na Liberdade e Cambuci. Mas a pressão legalista continuava, usando inclusive carros de combate e a Aviação Militar. Os rebeldes improvisaram esses itens o quanto puderam, construíram um trem blindado e recrutaram batalhões de imigrantes. Dos dias 23 a 27, os legalistas conquistaram importantes redutos como o Largo do Cambuci, a Fábrica Antárctica, Cotonifício Crespi e Hipódromo da Mooca. Esta pressão foi insuficiente para fixar os rebeldes, que recuaram de trem à noite com seu exército praticamente intacto; somente na manhã de 28 de julho o governo se deu conta que a cidade era sua.

## Corporações participantes
Ambos os lados do conflito tinham uma composição mista de forças regulares federais e estaduais. Os revoltosos incorporaram unidades do Exército Brasileiro e da Força Pública de São Paulo. Contra eles, combateram dentro da cidade legalistas dessas duas corporações e mais da Marinha do Brasil e das forças estaduais de Minas Gerais, Rio de Janeiro, Espírito Santo e Rio Grande do Sul.
A infantaria do Exército e das Forças Públicas era equivalente em doutrina, armamento e material. Os soldados da Força Pública de São Paulo, como voluntários profissionais, eram até melhor treinados do que os conscritos do Exército. Por influência da Missão Militar Francesa, as táticas do Exército recentemente incorporavam as lições da Primeira Guerra Mundial, dividindo a tropa em pequenos grupos de combate centrados na metralhadora, dispersando-se para evitar o fogo das armas automáticas inimigas, e avançando por fogo e movimento. A Força Pública de São Paulo tinha também sua própria missão francesa de instrução. Os soldados podem ser distinguidos nas fotografias pelos uniformes; o Exército usava a cor cáqui, e a Força Pública, o azul ferrete ou branco.

Combatentes em São Paulo
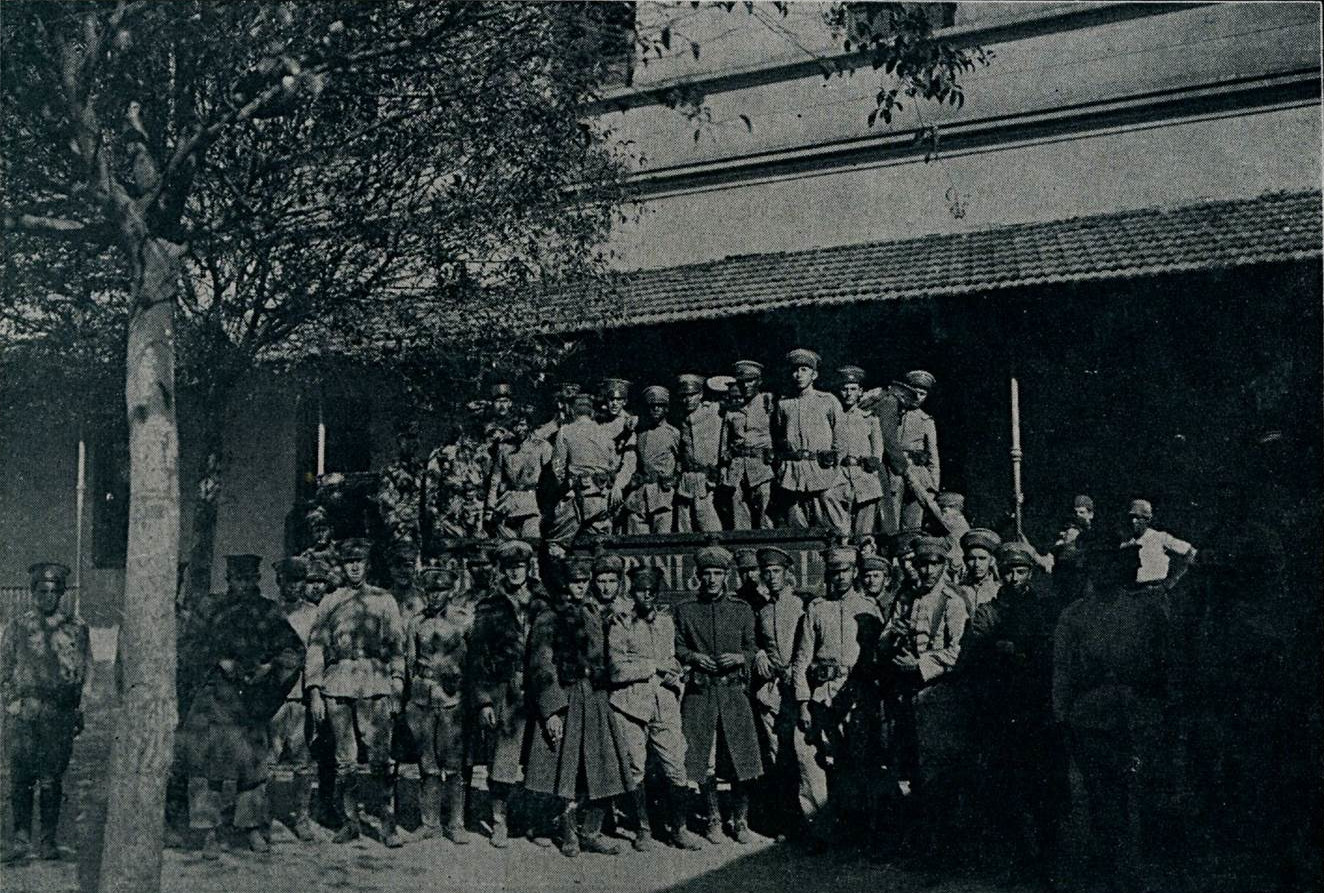
Exército Brasileiro
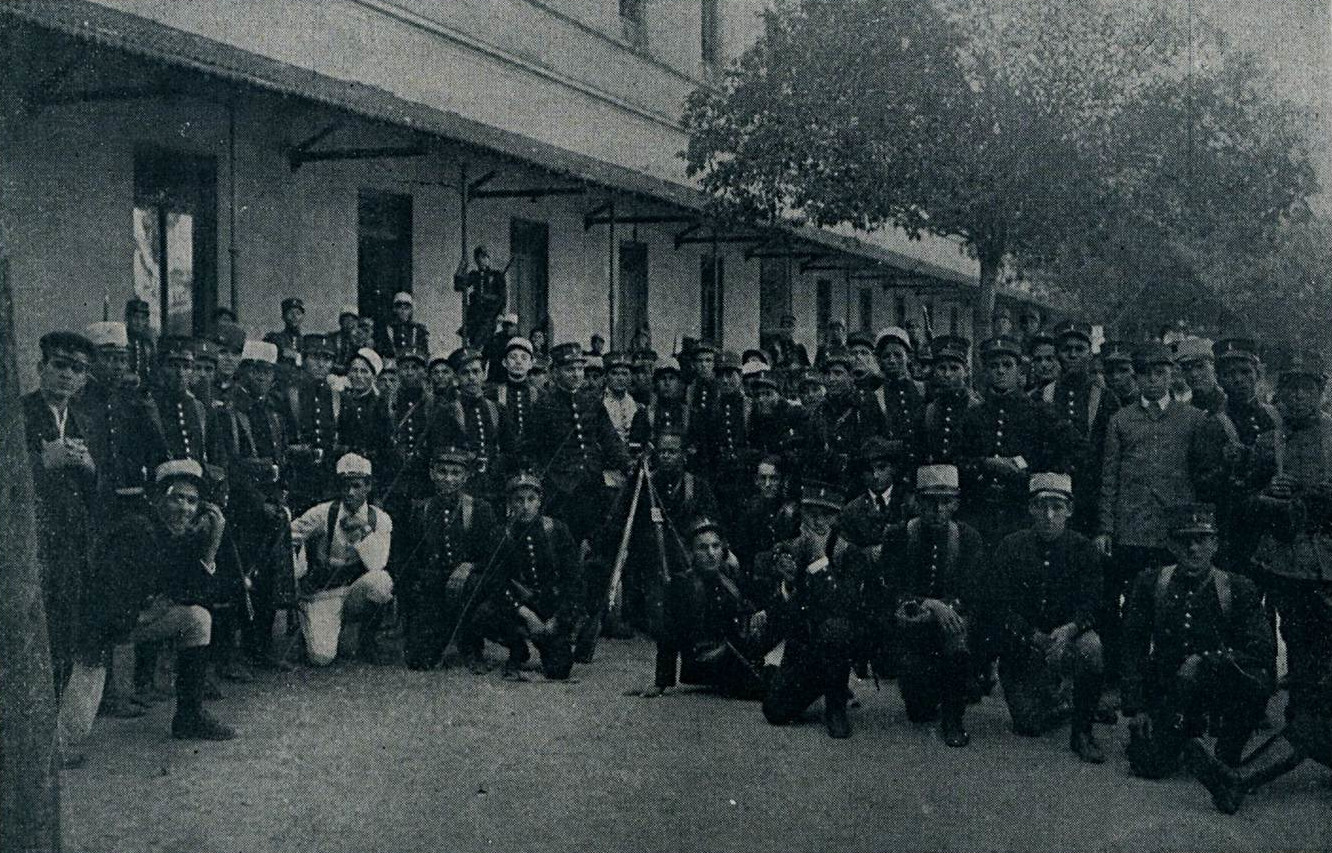
Força Pública de São Paulo
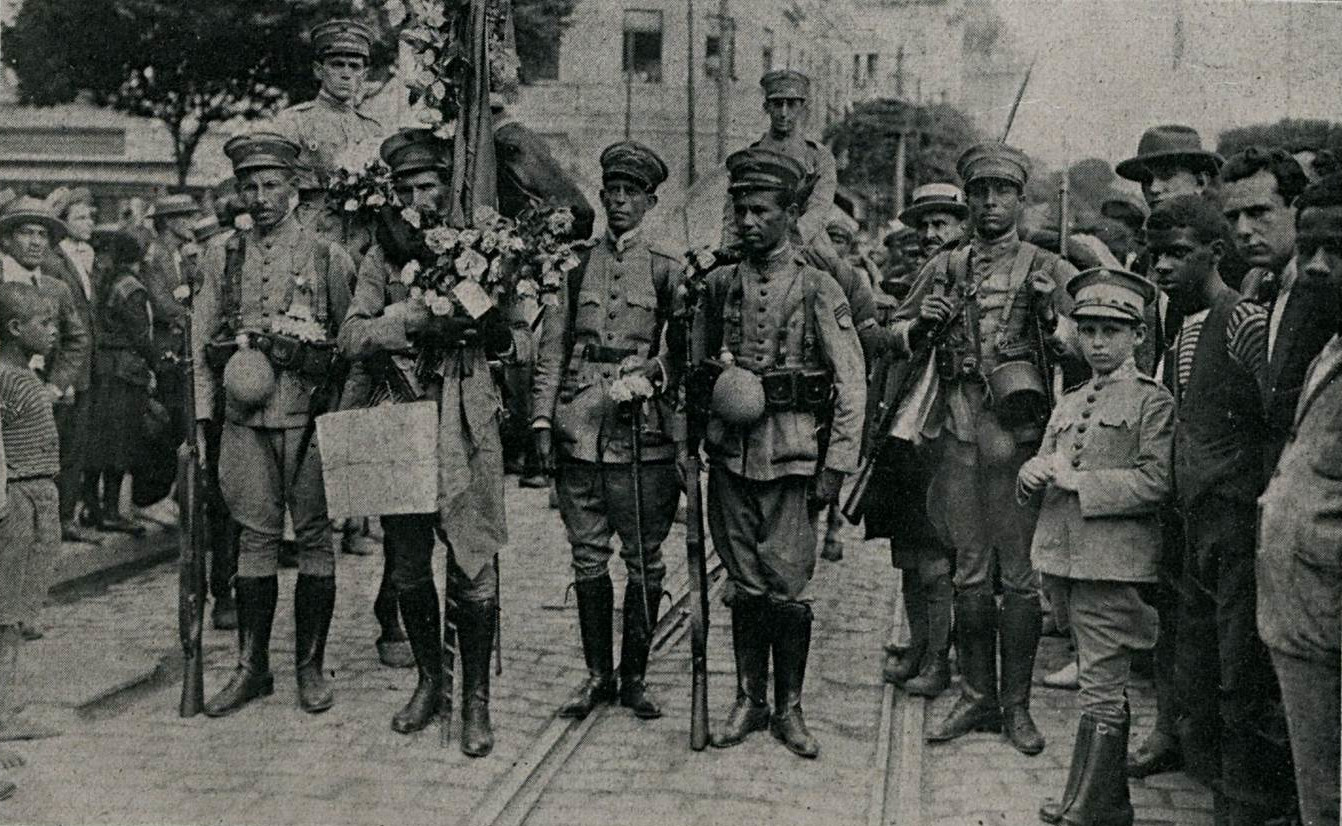
Força Pública do Rio de Janeiro
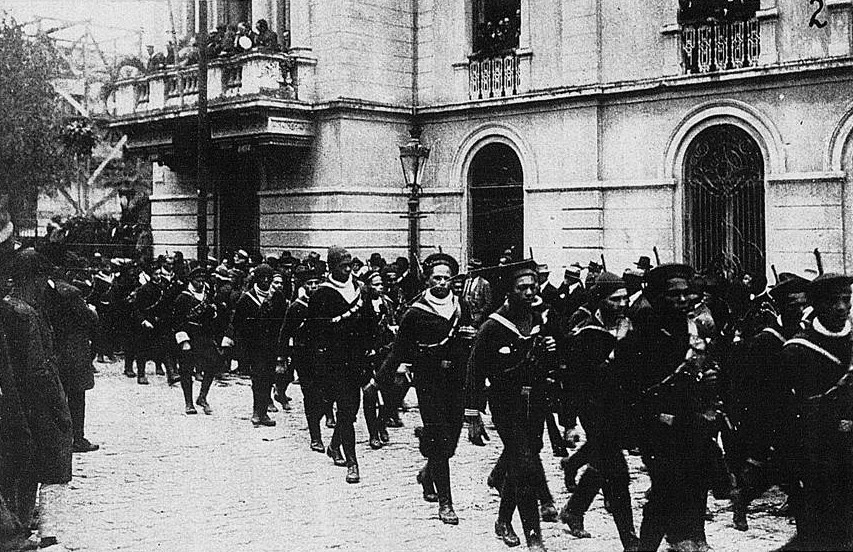
Marinha do Brasil

As unidades do Exército estavam com efetivos muito reduzidos, enquanto o efetivo real da Força Pública era de 70% do efetivo nominal (6.500 homens, dos 8.829 previstos). Seus membros costumavam residir na Luz, onde se concentravam os quartéis — o Corpo Escola, Guarda Cívica, Cadeia Pública, Regimento de Cavalaria da Força Pública e 1.º, 2.º e 4.º Batalhões de Caçadores Paulistas, também chamados Batalhões da Força Pública (BFP). O 3.º, 4.º e 5.º Batalhões estavam com apenas um efetivo reduzido nos quartéis de São Paulo para o serviço de guarda. Conhecidos como os “batalhões do mato”, o grosso de seu efetivo ficava em destacamentos no interior. A Força Pública estava melhor armada que o Exército. Seus arsenais contavam com cerca de 200 armas automáticas, mais de 7 000 outras e acima de dez milhões de tiros.
| Nome                                        | Corporação    | Local         | Efetivo estimado |
| ------------------------------------------- | ------------- | ------------- | ---------------- |
| 4.º Batalhão de Caçadores                   | Exército      | Santana       | 150              |
| 4.º Regimento de Infantaria                 | Exército      | Quitaúna      | 420              |
| 2.º Grupo Independente de Artilharia Pesada | Exército      | Quitaúna      | 100              |
| Companhia de Trens                          | Exército      | Quitaúna      | 60               |
| Regimento de Cavalaria                      | Força Pública | Luz           | 600              |
| 1.º Batalhão de Caçadores Paulistas         | Força Pública | Luz           | 790              |
| 2.º Batalhão de Caçadores Paulistas         | Força Pública | Luz           | 680              |
| 3.º Batalhão de Caçadores Paulistas         | Força Pública | Cambuci       | 85               |
| 4.º Batalhão de Caçadores Paulistas         | Força Pública | Luz           | 90               |
| 5.º Batalhão de Caçadores Paulistas         | Força Pública | Liberdade     | 110              |
| Corpo Escola                                | Força Pública | Luz           | 600              |
| Guarda Cívica                               | Força Pública | (disseminada) | 1 300            |
| Corpo de Bombeiros                          | Força Pública |               | 300              |

## Primeira fase (5-8 de julho)

### Plano de ação

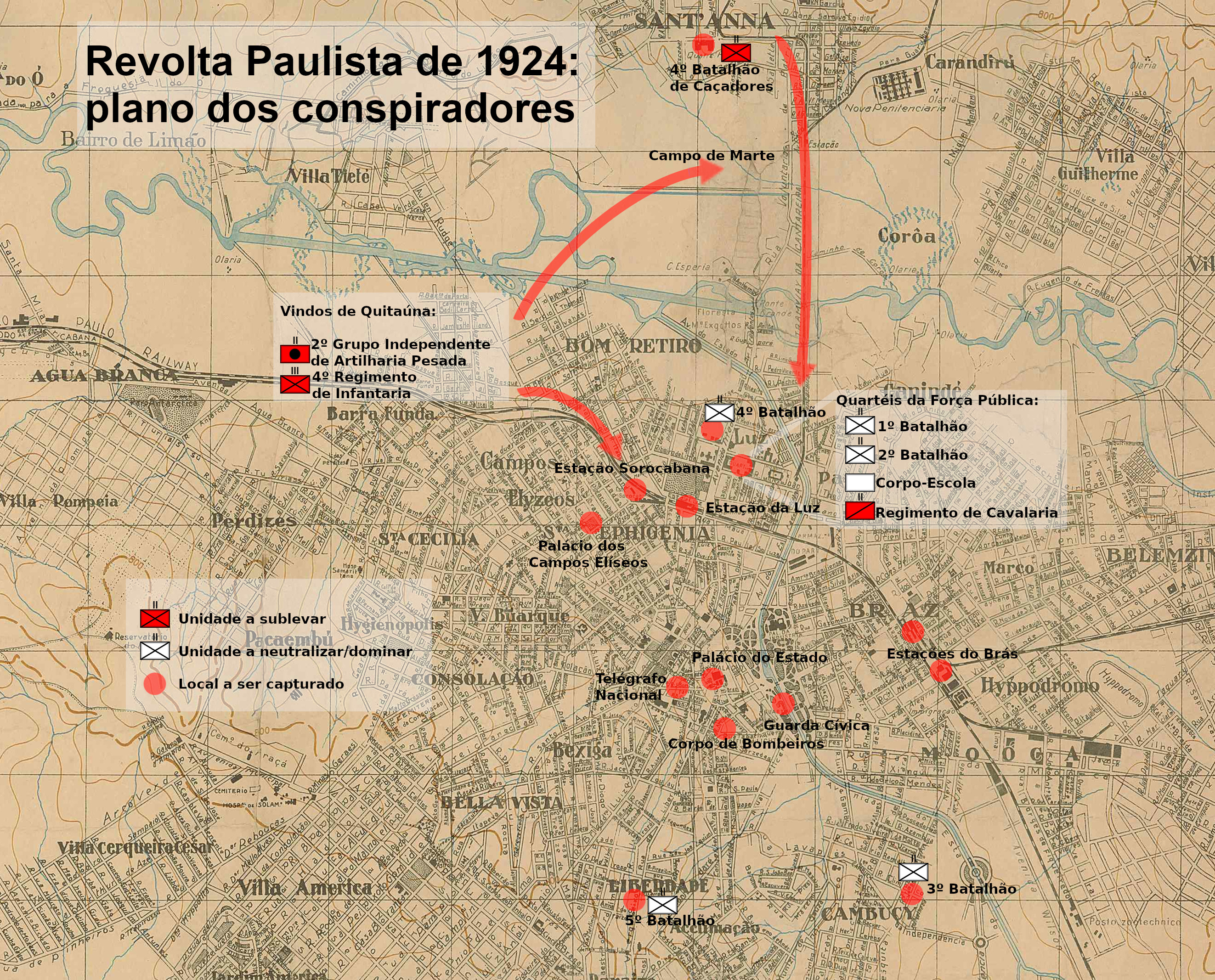
Plano dos conspiradores

Os conspiradores escolheram o general reformado Isidoro Dias Lopes como seu líder, mas já havia planos elaborados quando ele assumiu essa posição. A revolta foi planejada por oficiais tenentistas com o objetivo final de destituir no Rio de Janeiro o Presidente da República Artur Bernardes. São Paulo, ponto de partida do levante, assistiria a poucas horas de conflito; a cidade seria capturada num golpe fulminante, baseado na audácia e surpresa, e a partir daí, eles receberiam a adesão de conspiradores e simpatizantes em outras guarnições e rapidamente concentrariam forças contra o Distrito Federal. Mas tudo dependia da captura imediata de São Paulo.
Por medida de segurança, só os líderes sabiam a data do levante. Para manter o segredo e velocidade, o início ocorreria em poucos quartéis: o 4.º Batalhão de Caçadores (BC), em Santana, o Regimento de Cavalaria da Força Pública, na Luz, e, em Quitaúna, o 4.º Regimento de Infantaria (RI), 2.º Grupo Independente de Artilharia Pesada (GIAP) e Companhia de Trens. As unidades sublevadas somariam 1 330 homens, que precisariam subjugar até 3 955 possíveis combatentes legalistas (2 355 da Força Pública e 1 600 auxiliares). O principal obstáculo era o complexo de quartéis da Força Pública na Luz.
Com antecedência, os tenentes Filinto Müller e Custódio de Oliveira levariam uma bateria de canhões do 2.º GIAP ao Campo de Marte, para prestar apoio de fogo. Ela estaria em posição à zero hora do dia escolhido. Custódio de Oliveira retornaria ao quartel em Quitaúna, onde ajudaria um grupo de revolucionários, liderados pelo capitão Juarez Távora, a sublevar o 4.º RI. Enquanto isso, o 4.º BC seria sublevado às 01h00. Essa tropa foi previamente persuadida pelo capitão Newton Estillac Leal e os tenentes Asdrúbal Gwyer de Azevedo e Luiz Castro Afilhado. De madrugada o capitão Joaquim Távora e o tenente Eduardo Gomes recolheriam soldados nesse quartel e seguiriam aos quartéis da Luz, onde teriam o apoio crucial do fiscal do Regimento de Cavalaria, o major Miguel Costa.
Às 02h00 os quartéis da Luz estariam ocupados, e chegariam os reforços do 4.º RI. Este regimento, transportado em automóveis alugados numa garagem de São Caetano, executaria a segunda fase do plano, tomando de assalto os quartéis do 3.º e 5.º Batalhões de Infantaria, o Corpo de Bombeiros, a Secretaria de Justiça, Palácio do Estado, Quartel General da Guarda Cívica e Palácio dos Campos Elíseos, residência do governador. O Palácio do Estado (ou Palácio do Governo), localizado no Pátio do Colégio, seria ocupado sem resistência, pois o comandante da guarda, o tenente Humberto Cursino Villa Nova, estava comprometido com os conspiradores.
Patrulhas da cavalaria da Força Pública ocupariam as estações da Luz, da Sorocabana, do Norte e Brás, o Telégrafo Nacional (rua José Bonifácio, n.º 15), Centro Paulista (largo de São Bento), Western Telegraph Co. (rua José Bonifácio 5-A), All American Cable (rua 15 de Novembro n.º 49, 1.º), Cia. Telefônica (rua 7 de abril, 67), Rede Bragantina (rua Álvares Penteado, 38), Delegacia Fiscal e Banco do Brasil (rua Boa Vista). As guardas, postos, rondas e patrulhas da Força Pública legalista seriam desarmadas e conduzidas ao Jardim da Luz.
As conexões telefônicas, telegráficas e ferroviárias seriam cortadas, adiando a reação do governo. A partir do Telégrafo Nacional, a notícia da revolução seria irradiada às guarnições comprometidas nos outros estados. Todos os pontos estratégicos da cidade estariam rapidamente sob controle. Assim feito, não seria necessário o combate aberto no centro da cidade. O plano exigia muito: um progresso rápido e a adesão de outras unidades. A condição de vitória do governo era muito mais simples, bastando manter a coesão das forças legalistas e empacar os rebeldes em combate urbano prolongado.

### Os quartéis de Quitaúna
O início estava marcado para a zero hora de 5 de julho. Conforme combinado, na madrugada do dia 4 dois automóveis levaram munição de artilharia para uma casinha em Pinheiros, para uso no Campo de Marte. Pela manhã, Custódio de Oliveira levou uma bateria de canhões do 2.º GIAP na direção do bairro, a pretexto de exercícios. Contrariando ordens expressas de não permanecer fora da caserna por mais de duas horas, ele acampou para pernoitar no local. Sem nenhuma relação com o plano, o capitão governista Fernando Pacheco Chaves deslocou outra bateria a Pinheiros, mas Custódio convenceu-o a retornar ao quartel.
Também na manhã do dia 4, o general Isidoro era esperado na estação da Luz, mas ele se atrasou. Após as 17h00, Custódio recebeu ordem de voltar ao quartel. Isidoro, temendo ser preso pelos agentes do governo, só chegou por volta das 20h00 e em outra estação, a do Norte, o que gerou uma série de entraves aos planos. Um novo emissário ordenou que Custódio retomasse a operação. No meio do caminho, ele pôs a bateria em contramarcha. A roda de uma das viaturas-peça atingiu seu pé, mas ele ainda teve forças para despachar a bateria, sob os tenentes Ricardo Hall e Filinto Müller, para o Campo de Marte. Entretanto, já era 01h00 da madrugada, e nas idas e vindas por estradas diferentes, ele não encontrou o grupo de Juarez Távora. O capitão e seu comboio de táxis com revolucionários aproximaram-se do quartel em Quitaúna às 03h00 da madrugada de 5 de julho. Na ausência de sua ligação interna (Custódio), e munidos apenas de pistolas, julgaram que um ataque ao quartel seria suicídio e retornaram a São Paulo. No trajeto, perceberam outro erro: esqueceram de ordenar o corte das comunicações telegráficas.
Por volta das 05h00, Custódio sublevou o 4.º RI, mas a moral estava muito baixa. O tenente Orlando Leite Ribeiro foi encarregado de levar a tropa até São Paulo, enquanto Custódio seguiria à frente; no centro da cidade, ele foi preso por uma patrulha governista. Os rebeldes ficaram com tropas e oficiais insuficientes para cumprir o plano à risca, e só lhes restava aumentar o espírito de iniciativa.

### Captura dos quartéis da Luz

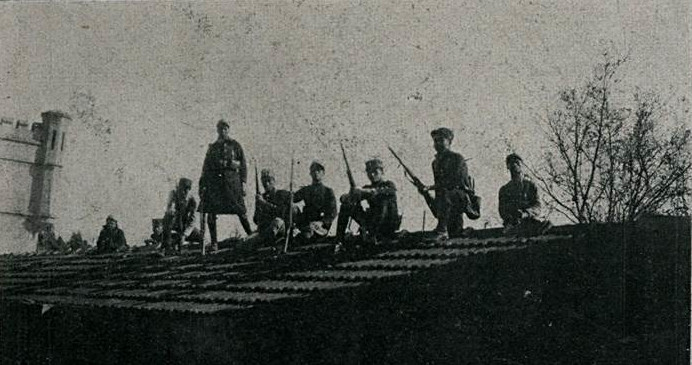
Sentinelas no telhado do 1.º Batalhão da Força Pública

Em Santana e na Luz, a primeira fase começou conforme o plano. O 4.º BC foi sublevado às 03h00. O comandante estava ausente e a tropa foi conduzida para a Luz. Eram apenas 80 soldados; o grosso, cerca de 400, estava ausente, pois era sábado. Às 04h15, esse contingente cercou os quartéis da Força Pública. Índio do Brasil, capitão do 4.º BFP, pediu a um sargento sentinela para inspecionar a munição. 30 soldados e dois tenentes do Exército entraram na porta sem vigia, prenderam os oficiais que dormiam no quartel e conduziram a tropa para o Regimento de Cavalaria.
Nesta unidade, Miguel Costa e seus auxiliares, de revólver em punho, prenderam o comandante e os oficiais de pouca confiança e puseram os soldados em formação. O toque de formatura sinalizou o sucesso da revolta. Um punhado de soldados do Exército, liderados por Eduardo Gomes e João Batista Nitrini, atravessou o pórtico que separava o Regimento de Cavalaria do 1.º BFP. Nitrini, oficial da Força Pública, conhecia onde ficavam as sentinelas, que eram poucas durante a noite. O batalhão foi dominado pela prisão do oficial de dia e comandante da guarda. Estillac Leal, Thales Marcondes e alguns poucos soldados do Exército ocuparam o 2.º BFP sem reação das sentinelas. Metralhadoras barraram a entrada do Corpo Escola, no qual sete ou oito oficiais foram presos enquanto tomavam café.
O comandante da Força Pública, coronel Quirino Ferreira, foi acordado em sua casa por Juarez Távora e levado de pijama para a cadeia. Todo o complexo caiu sem resistência. Às 06h00, Isidoro Dias Lopes instalou no 1.º BFP o “Quartel-General das Forças Revolucionárias”. Miguel Costa assumiu o comando da Força Pública. O clima continuava a ser de pressa e apreensão. Um destacamento de 15 praças do Regimento de Cavalaria, liderados pelo tenente José de Oliveira França, ocupou a Estação da Sorocabana; o tenente João Cabanas, com outros 15, interrompeu o tráfego estação da Estação da Luz, posicionou metralhadoras na torre e controlou o telégrafo; e o tenente Arlindo de Oliveira, com 30, entrincheirou as Estações do Norte e do Brás. Com essas estações, o acesso ao Rio de Janeiro e Santos estava sob controle.

### Imprevistos na execução

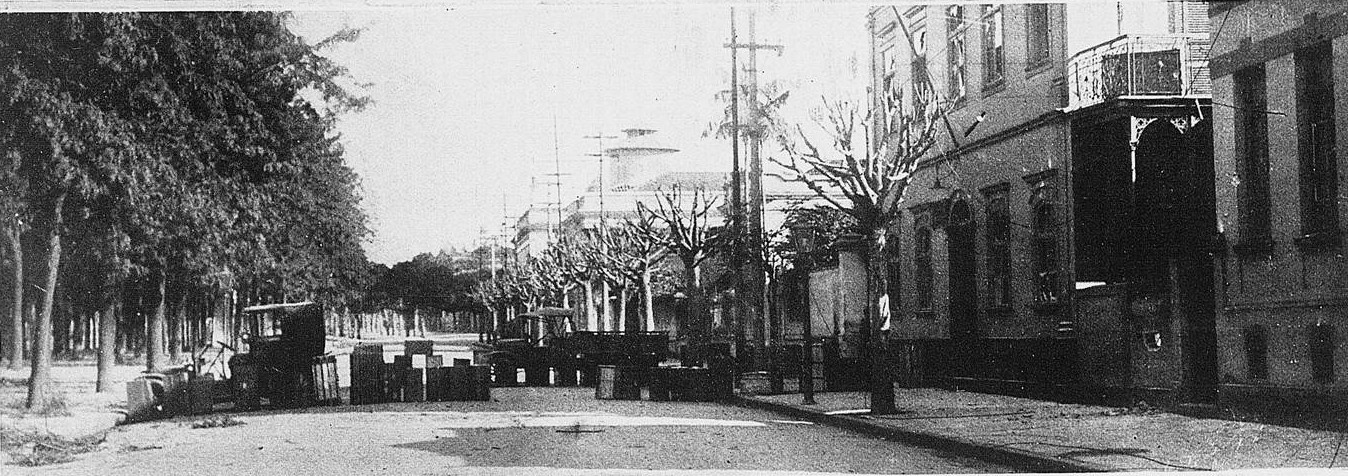
Posições ao redor do quartel do 4.º Batalhão da Força Pública

O general Abílio de Noronha, avisado da revolta no 4.º BC às 04h30, alertou o governo estadual e o Ministério da Guerra e em meia hora visitou esse quartel, onde o comandante havia acabado de chegar. Os oficiais revolucionários já haviam se deslocado ao centro, e o quartel estava novamente em posse do governo. O comandante da 2.ª RM prosseguiu às 05h30 ao quartel do 4.º Batalhão da Força Pública e, sem disparar um tiro, fez valer sua autoridade, prendeu as sentinelas do 4.º BC que faziam a guarda e libertou os oficiais legalistas. Ao tentar fazer o mesmo no Corpo Escola, acabou preso pelo general Isidoro, mas ele e outros oficiais legalistas criaram os primeiros imprevistos à revolta; os rebeldes não foram os únicos a realizar golpes de audácia e presença de espírito.
Com onze homens, Juarez Távora ordenou ao tenente Villa Nova que apresentasse a guarda do Palácio do Governo a Miguel Costa, na praça da Luz. Mas os rebeldes não sabiam que esse tenente era informante do governo. Em vez de recolher a guarda, ele avisou seus superiores e trouxe reforços, obrigando os invasores a recuar.  Juarez e Índio do Brasil foram ao quartel do 4.º BFP recolher metralhadoras. Às 06h30, os rebeldes ainda não se davam conta que o quartel, silencioso, havia mudado de lado. Ao longo de uma hora, dezenas de praças e oficiais que entraram nesse quartel foram presos, incluindo os capitães Joaquim e Juarez Távora e o tenente Castro Afilhado. A perda era grande; Joaquim Távora era o principal estrategista dos rebeldes.

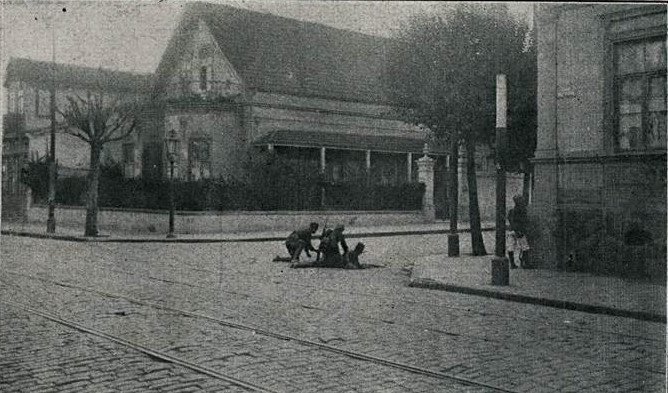
Atacantes ao Palácio dos Campos Elíseos posicionam uma metralhadora

Na ausência do 4.º RI, Newton Estillac Leal atacou o Palácio dos Campos Elíseos com cerca de 100 policiais. Essa primeira tentativa, às 07h00 ou 07h30, já era tardia. O major Marcílio Franco, chefe da Casa Militar, estava alertado e havia distribuído munição aos 16 homens da Guarda Cívica que faziam a guarda. Mais 11 homens do Corpo de Bombeiros reforçaram a defesa. Nas esquinas das alamedas Glete e Nothmann, os invasores apontaram duas metralhadoras para o Palácio. Antes de qualquer tiroteio iniciar, o major caminhou por 30 metros até a alameda Glete e tomou uma das metralhadoras, sem ser impedido pelos cerca de quarenta rebeldes nessa posição. Franco correu de volta para o Palácio, a outra metralhadora abriu fogo e a guarda reagiu. Após quinze minutos de tiroteio, Estillac Leal suspendeu o ataque.
O corte das comunicações com o Rio de Janeiro, através da ocupação da Repartição do Telégrafo Nacional pelos revoltosos, ocorreu com algumas horas de atraso e foi efêmero. A estação foi recuperada sem combate por legalistas do 1.º BFP, pois o tenente Ari Cruz, um dos líderes revolucionários que a ocupava, foi ludibriado: ao avistar a chegada de uma companhia de infantaria da Força Pública, supôs que estivessem ali para substituir a guarda, cumpriu a formalidade militar e deixou o local. O tenente Simas Enéas, que distribuía telegramas cifrados ao restante do país, escapou pela porta dos fundos.

### Situação estratégica inicial

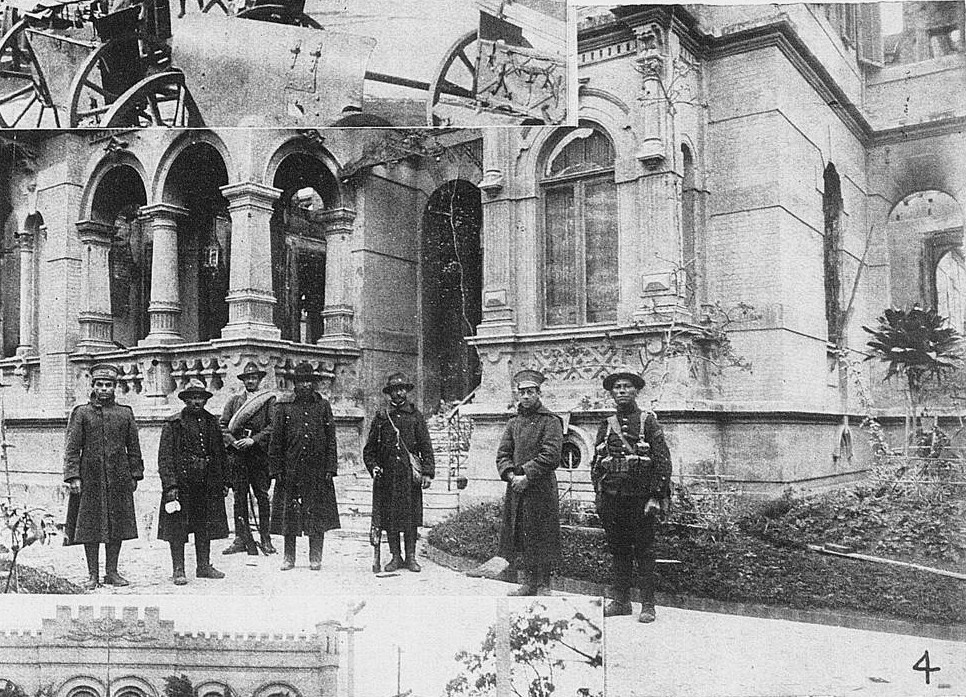
O Quartel General da Força Pública

O insucesso em ocupar São Paulo em poucas horas, como planejado, descarrilhou toda a “marcha geral das operações” dos rebeldes. A perda do 4.º BFP ameaçou todos os quartéis da Luz e obrigou o comando revolucionário a cancelar os deslocamentos rumo a Santos e ao Rio de Janeiro para consolidar as posições dentro de São Paulo. Enquanto as contrarrevoltas prendiam a extensão geográfica do movimento nos seus primeiros dias, o governo federal estava plenamente informado e entrava em ação, declarando o estado de sítio e fechando os acessos ao Paraná, Santos e Rio de Janeiro.
Na manhã de 5 de julho ambos os lados tinham aproximadamente mil combatentes. Os rebeldes tinham todo o Regimento de Cavalaria, com 500 homens, mais da metade das praças do 2.º GIAP, perto de 100 do 4.º RI, 80 do 4.º BC e no máximo 200 praças do Corpo Escola e 1.º e 2.º BFPs. O governo tinha 300 homens do Corpo de Bombeiros, 500 da Guarda Cívica, 100 do 4.º BC e elementos do restante da Força Pública. A iniciativa ofensiva permaneceu com os revolucionários, mas agora eles precisavam improvisar uma nova estratégia. Até o dia 8 a situação era indefinida, e ambos os lados conquistavam e perdiam posições. Em vez da planejada guerra de movimento em campo, os revolucionários encontraram um novo tipo de guerra, estática e urbana, para a qual não haviam se preparado.
No dia 6 os revolucionários tiveram reforços do 4.º RI e do 2.º Grupo de Artilharia de Montanha (GAM), de Jundiaí. À noite o governo recebeu o 5.º e 6.º RIs, respectivamente de Lorena e Caçapava. Os legalistas planejaram uma ofensiva, mas o major Cabral Velho, do 6.º RI, aderiu à revolta e levou consigo quase todo o regimento e mais uma companhia do 5.º RI, somando no máximo 400 praças. O general Cândido Pamplona, comandante desse primeiro escalão de reforços, recuou à Estação Itaquera.  Na mesma noite um batalhão de marinheiros do Minas Gerais e fuzileiros navais, contando com dois canhões Armstrong de 75 mm, veio de Santos para reforçar os legalistas. Ele subiu a São Paulo Railway unindo-se no caminho a dois canhões Krupp de 75 mm do 3.º Grupo de Artilharia de Costa.
Muitos oficiais discordaram da validade técnica de lutar em terra com marinheiros despreparados, mas prevalecia um fator político: a solidariedade da Marinha ao governo. Antes do clarear do dia, o batalhão da Marinha encontrou sua passagem obstruída por uma locomotiva tombada na Estação Ipiranga. Os revolucionários atacaram essa coluna, e os marinheiros inexperientes sofreram 30 baixas, incluindo quatro mortos. Ainda assim, a Marinha furou o cerco e reforçou os legalistas na cidade. Nesse dia 7, além dos 300–500 marinheiros, o governo também recebeu alguns destacamentos da Força Pública do interior e 200 homens do 2.º Regimento de Cavalaria Divisionário (RCD), de Pirassununga.

### Combates pelo centro

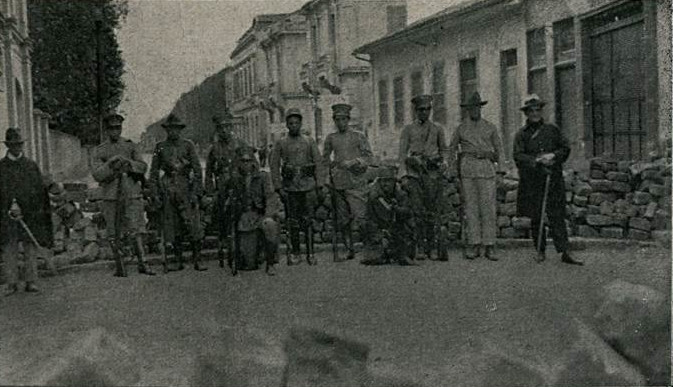
Trincheiras no centro da cidade

Houve luta ininterrupta de 5 a 8 de julho, travada entre patrulhas e entre barricadas, sem empenho de grandes efetivos. Os combates concentraram-se nos bairros da Luz e dos Campos Elíseos, nas redondezas do vale do Anhangabaú e nos largos do Paissandu, Santa Ifigênia e São Bento. Trincheiras eram improvisadas com paralelepípedos arrancados, e os topos de morros e prédios eram disputados. Os rebeldes frequentemente passavam de prédio para prédio pelos telhados à noite, contornando as defesas legalistas. Eles lutaram quase ininterruptamente nas trincheiras, descansando em fardos de alfafa nas noites de temperatura média de sete graus.
O coração do território revolucionário era o complexo de quartéis da Luz, mas manobras e grupamentos na avenida Tiradentes e ruas vizinhas eram impossibilitadas pelas metralhadoras do 4.º BFP, onde quarenta legalistas estavam sitiados. O Jardim da Luz foi fechado e vigiado para servir de prisão a praças da Força Pública que não quiseram aderir. O Seminário Episcopal, na rua São Caetano, era posição entrincheirada.
Por sua vez, os legalistas centralizaram seu esforço de defesa no Palácio dos Campos Elíseos. O comando da 2.ª Região Militar foi assumido pelo general Estanislau Pamplona, e o da Força Pública, pelo tenente coronel Pedro Dias de Campos. Logo após a primeira invasão, os defensores formaram barricadas e estenderam rolos de arame farpado, dando uma aparência de Grande Guerra a uma das áreas mais nobres da capital. O QG da 2.ª Região Militar, na rua Conselheiro Crispiniano, e o centro da cidade já estavam guarnecidos pelas forças legais.

#### 5-6 de julho

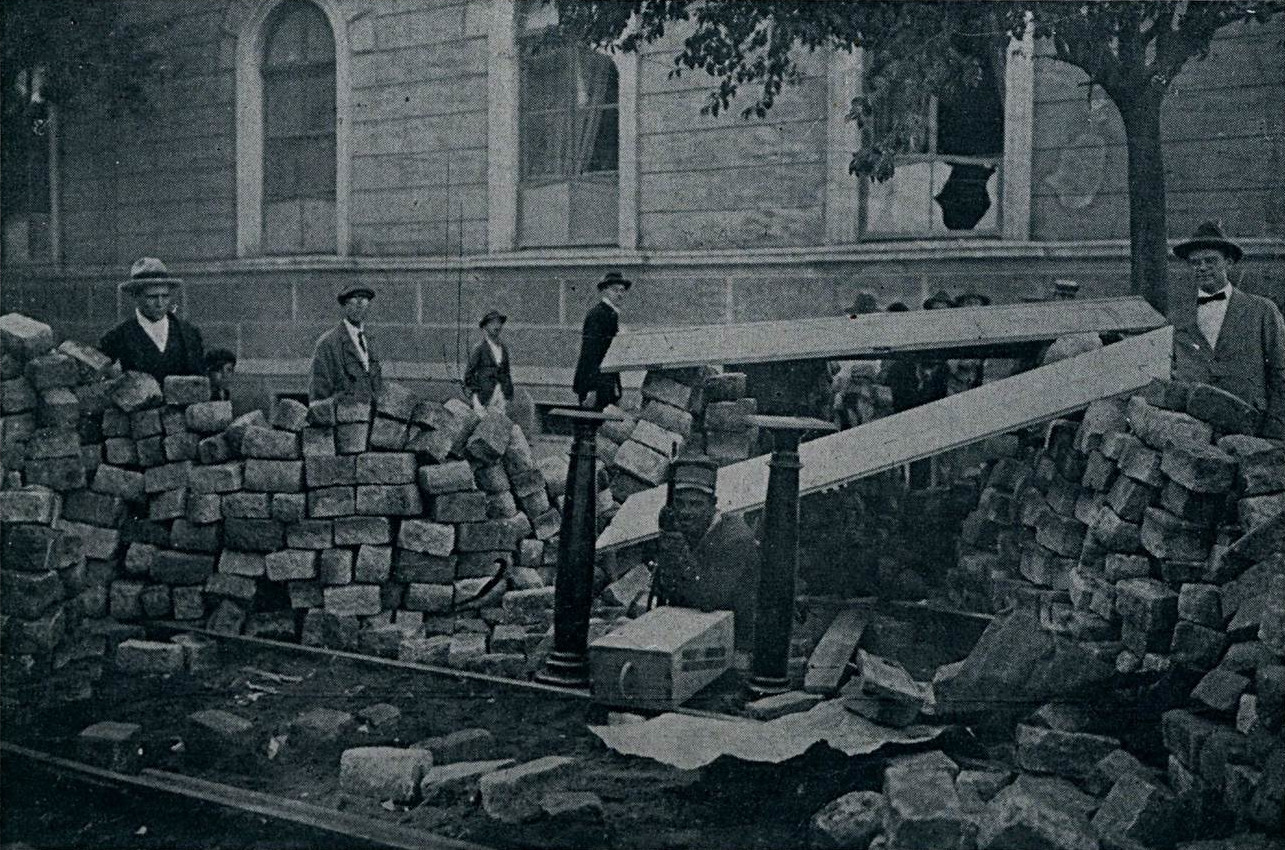
Barricadas no Palácio dos Campos Elíseos

Às 09h00 de 5 de julho, a artilharia rebelde posicionada no Campo de Marte abriu fogo contra o Palácio dos Campos Elíseos. Vários disparos erraram o alvo, e o bombardeio não intimidou o governador e os defensores. A artilharia voltou a disparar às 16h00, visando as secretarias, e também foi usada contra o quartel do 5.º BFP. No Campo de Marte, a artilharia revolucionária foi atacada pelos legalistas do 4.º BC. No QG da 2.ª Região Militar, as barricadas legalistas, mesmo em desvantagem numérica, repeliram um ataque de Gwyer de Azevedo. O tenente Cabanas repeliu um ataque legalista à estação da Luz, às 13h00, mas por volta da mesma hora a estação da Sorocabana foi abandonada pelos seus defensores. A Repartição do Telégrafo Nacional mudou de mãos várias vezes: retomada pelos rebeldes às 10h00, ela foi perdida definitivamente às 19h00. Após mais de duas horas de intenso tiroteio, soldados legalistas escalaram muros e prédios vizinhos para entrar na Repartição pelos fundos.
A luta pelo Palácio dos Campos Elíseos atraiu mais reforços e expandiu-se às ruas vizinhas. O perímetro de defesa abarcava as ruas Barão de Piracicaba, Guaianases, Conselheiro Nébias e a alameda Helvécia. À tarde e à noite, dois ataques em formação cerrada, sob cobertura de metralhadoras, foram rechaçados; este último foi simultâneo a um ataque pesado ao 4.º BFP. O major Marcílio Franco foi reforçado por cerca de 100 soldados do Exército. Os atacantes subiam em árvores e escondiam-se atrás de muros e postes. A Santa Casa registrou 21 feridos e 5 mortos ao longo do dia. Os combates nos Campos Elíseos adentraram a madrugada até silenciar ao redor das 05h00. Após o alvorecer, os rebeldes entraram nos palacetes e renovaram o ataque, atirando pelo forro dos telhados. Cerca de 50 praças e dois ou três oficiais, fugidos do Corpo Escola, reforçaram os defensores por volta de 04h00, mas os víveres e alojamentos começaram a faltar.
O foco dos rebeldes passou ao 4.º BFP; mesmo bombardeado intensamente, ele não se entregou. João Cabanas, com reforços enviados por Miguel Costa, recapturou a estação da Sorocabana. Pelo testemunho de Juarez Távora, “esse segundo dia de revolução transcorreu sob a mesma agitação desordenada do primeiro. As unidades se embaralhavam e desfaziam deploravelmente”. Muitos oficiais rebeldes não eram da cidade e não conheciam uns aos outros e aos soldados, o que dificultava sua coordenação.

#### 7-8 de julho

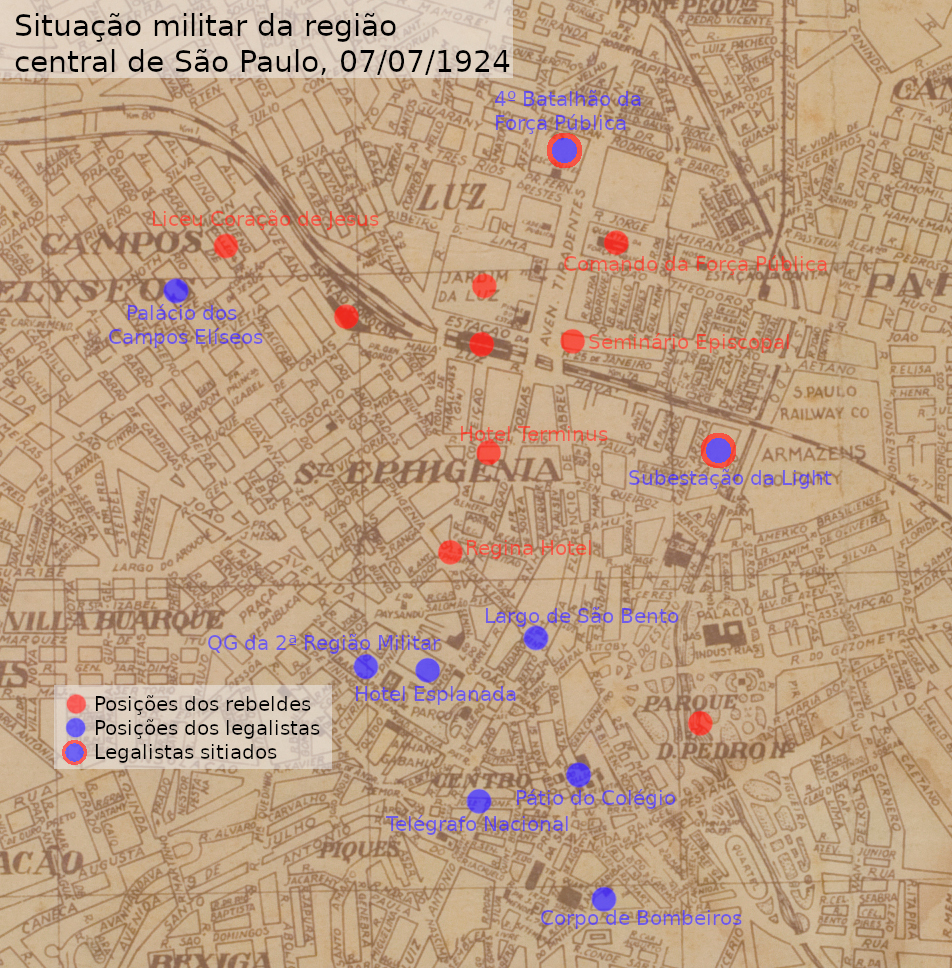
Posições na cidade durante o dia 7

No centro, os legalistas tinham como reduto o Hotel Esplanada, próximo ao Teatro Municipal, e os rebeldes, o Regina Hotel, no viaduto Santa Ifigênia, e o Hotel Terminus, na esquina da avenida Washington Luís com a rua brigadeiro Tobias. Revolucionários na Praça Dom Pedro, às margens do Tamanduateí, combatiam os legalistas no alto da colina do Pátio do Colégio; outros legalistas concentravam-se no quartel do Corpo de Bombeiros, na rua Anita Garibaldi. Os bairros do Brás, Pari, Belenzinho e Mooca, estavam ocupados pelos rebeldes desde a manhã de 7 de julho; um contingente legalista ficou sitiado na Escola Normal do Brás. Os reforços vindos de Santos permitiram ao governo bombardear aos quartéis da Luz, na mesma manhã, e responder à artilharia dos revoltosos, mas seus canhões tinham alcance inferior e em resposta eram bombardeados.
Após o bombardeio, pela manhã, soldados de infantaria e bombeiros legalistas vieram do Parque Dom Pedro para atacar a Luz, mas foram repelidos por uma metralhadora pesada postada no alto da torre da Estação da Luz. 70 deles abrigaram-se na Usina da Light na rua Paula Souza, de onde ameaçavam o flanco sudeste dos quartéis da Luz. Dois ataques revolucionários foram repelidos pelas defesas da Usina, que tinha fogo convergente sobre todos os ângulos de aproximação. O tenente João Cabanas planejou abrir uma brecha no muro com granadas de mão, mas seu superior Miguel Costa impediu essa operação, para preservar o serviço público da Usina. Os rebeldes contentaram-se com sitiá-la. Os legalistas na Usina eram alvo da fuzilaria do Hotel Regina e da Igreja de Santa Ifigênia, mas sua presença bloqueava o viaduto que leva ao Largo de São Bento.
Por volta do meio-dia, a ofensiva legalista estava esgotada, e os rebeldes começaram a pressionar os Campos Elíseos. Na alameda Barão de Piracicaba eles capturaram a estação dos bombeiros e o Liceu Coração de Jesus, aproximando-os do Palácio. A estação dos bombeiros foi tomada à noite por Estillac Leal. Seus defensores atraíram os rebeldes a uma armadilha, deixando-os entrar com pouca reação, para então disparar do alto dos telhados vizinhos. Os rebeldes escaparam por dois buracos na parede. Porém, pouco depois, por motivos que eles desconheciam, os legalistas abandonaram o local.
No dia 8, numa trégua dos bombardeios, os legalistas reforçaram suas posições no centro. Do alto do Hotel Palace, seus atiradores assolaram as barricadas do tenente da Força Pública José Acelyno de Castro. Os defensores tiveram que abandonar a rua Florêncio de Abreu, caminho mais curto à sede do governo. Reforçados pelo tenente Cabanas e alguns cavalarianos, os rebeldes contra-atacaram na rua, desalojaram os legalistas do hotel e desmontaram as defesas do Largo de São Bento.

### Retirada do governo estadual

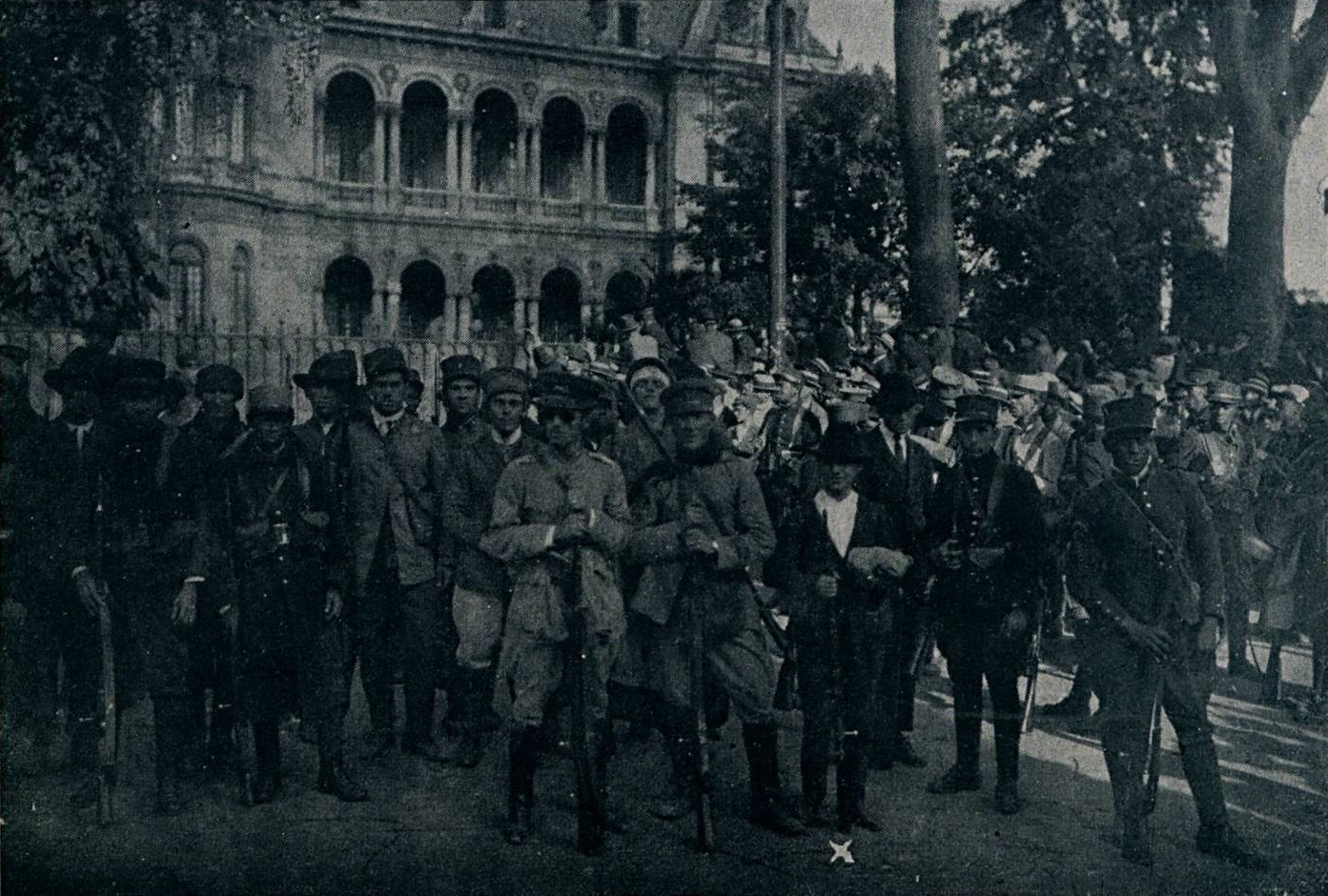
Os rebeldes ocupam o Palácio dos Campos Elíseos

No dia 8 os revoltosos posicionaram a artilharia pesada de Quitaúna no cemitério do Araçá e bombardearam novamente os Campos Elíseos. Graças aos avanços territoriais recentes, o bombardeio foi mais eficaz, a ponto dos generais Pamplona e Arlindo aconselharem o governador a transferir a sede de seu governo à Secretaria da Justiça, no Largo do Palácio, mais distante do combate. O governador deixou para trás um contingente da Força Pública nos Campos Elíseos e deslocou-se às 13h00. Esta posição foi também atingida às 15h30, matando vários dos marinheiros que faziam sua segurança.
Carlos de Campos, suspeitando da presença de espiões, novamente deixou sua posição, e seguiu com os dois generais que o acompanhavam para Guaiaúna, onde se juntariam ao general Eduardo Sócrates, que trazia reforços do Rio de Janeiro.  Este local era bem-posicionado, pois além da ferrovia, estava próximo da Estrada da Intendência (atuais Rangel Pestana e Celso Garcia) e, a cerca de 800 metros de altitude, tinha vista do centro da cidade. A estadia em Santos ou no Rio de Janeiro foi considerada, mas descartada pois não se conhecia a área ocupada pelo inimigo e circulava um boato de que a Marinha havia mudado de lado.
Seguiu-se uma retirada legalista generalizada; as tropas abandonaram suas posições, concentrando-se em regiões mais distantes nas direções de Santos (Ipiranga) e Rio de Janeiro (Guaiaúna), de onde preparariam sua ofensiva para reconquistar a cidade. À noite retiraram-se os defensores dos Campos Elíseos e os marinheiros, e ao início da manhã seguinte, o comandante da Força Pública e os defensores do Corpo de Bombeiros e ruas vizinhas. O último reduto na região central foi o 4.º Batalhão da Força Pública, que levantou a bandeira branca ao final do dia 9, libertando os revolucionários presos. Os oficiais desse batalhão ficaram presos, sob palavra, em suas próprias residências, enquanto os soldados aderiram à revolta. As forças estaduais em retirada convergiram ao Sacomã, e remanescentes do 4.º BC e 2.º RCD ficaram em Vila Bertioga (Alto da Mooca).

### Avaliação da retirada

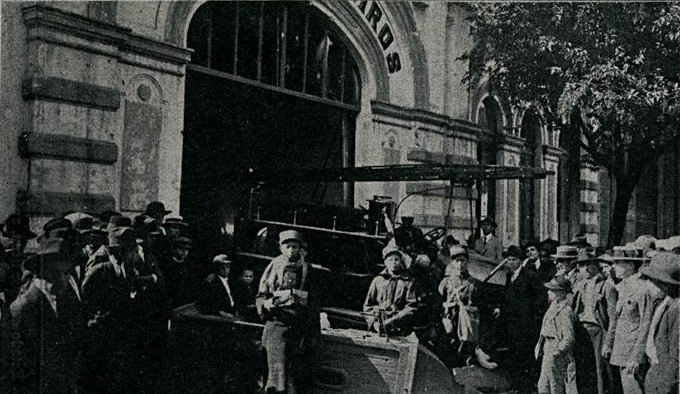
Quartel do Corpo de Bombeiros ocupado pelos rebeldes

Décadas após o conflito, a retirada permaneceu uma decisão controversa: as tropas legais entregaram a cidade inteira nas mãos de Isidoro. Abílio de Noronha descreveu-a como o resultado da inércia do comando legalista desde o dia 5: “quem tinha a liberdade de ação, quem manobrava, quem impunha a sua vontade, atacava, eram os rebeldes”. O general Pamplona permaneceu no Palácio dos Campos Elíseos nesse tempo inteiro e depois se retirou a Guaiaúna com o governador, deixando sua tropa para trás. Para Noronha, teria sido possível transferir o governo civil e retirar as tropas dos pontos visados pela artilharia inimiga, mas sem recuar o comando militar legalista da cidade; afinal, em nenhum momento os rebeldes tiveram vantagem numérica decisiva.
Pelo contrário, lembrou Noronha, no dia 8 os rebeldes já estavam exaustos, planejando sua própria retirada da cidade. Os legalistas estranharam a ausência de perseguição. O comando revolucionário estava cindido entre Isidoro e Miguel Costa. Isidoro não via nenhuma vitória no horizonte próximo; com a chegada de reforços inimigos do Rio de Janeiro, a tropa poderia desertar em massa. Sua dolorosa solução seria retirar-se da cidade e montar uma defesa em Jundiaí, procurando recursos no interior. Contrariamente, Miguel Costa considerava o terreno urbano mais defensável do que o campo aberto, e temia que a retirada acabaria dissolvendo o exército revolucionário. Na tarde do dia 8, o clima no QG da Luz era de desânimo. Costa não conseguiu impedir a ordem de retirada, para a manhã do dia seguinte, e escreveu uma carta de rendição. Mas na manhã seguinte, não havia a quem se render: o Palácio dos Campos Elíseos estava vazio.

## Segunda fase (9-27 de julho)
Mesmo tendo conquistado a cidade, os revolucionários não mais tentariam seguir ao vale do Paraíba; o novo objetivo era manter a defensiva e aguardar novos levantes em outras guarnições. Os combates cessaram no centro da cidade, mas recomeçaram com uma ofensiva legalista na periferia.
Além da conquista de posições, os legalistas iniciaram um pesado bombardeio de artilharia a partir de 11 de julho, possivelmente numa estratégia de desgaste do inimigo, por falta de confiança nas suas próprias tropas, ou como forma de minimizar suas baixas no combate direto. Isto foi criticado como um bombardeio a esmo, sem correção e regulação de tiro. Ele atingiu principalmente alvos não-militares, e a maioria de suas vítimas foi de civis. O governo é acusado de ter feito um “bombardeio terrificante”, deliberadamente usando o sofrimento dos civis para pressionar os rebeldes. O historiador Frank McCann especula que o comando do Exército deixava de lado as lições modernas da Missão Militar Francesa e retornava aos velhos métodos brutais das guerras de Canudos e do Contestado.

### Mobilização de efetivos

#### Exército revolucionário

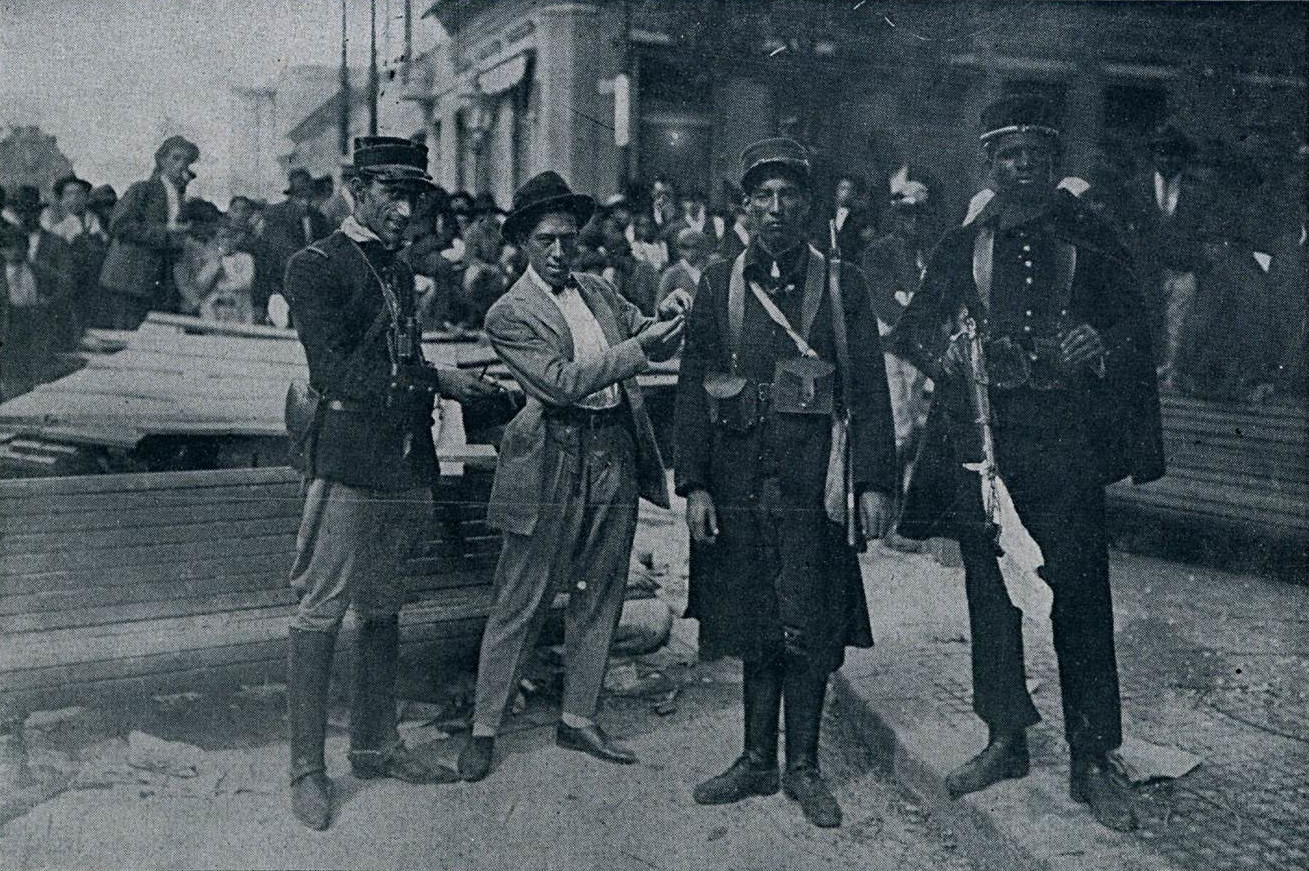
Condecoração de soldado da Força Pública com as divisas de cabo

Ao longo de julho, o efetivo do exército revolucionário na cidade atingiu um pico de 3 a 3,5 mil homens, na estimativa de Abílio de Noronha. Outras fontes calculam 5 mil, 6 mil (número próximo ao apurado pelo Inquérito Policial após a revolução) ou até 7 mil. A estimativa de 3–3,5 mil é a que só leva em conta os combatentes efetivos. A expansão do efetivo se deu pela incorporação de novas unidades, a convocação de reservistas e o alistamento de voluntários civis. Logo após a retirada do governo estadual, chegaram a São Paulo o 4.º Regimento de Artilharia Montada, de Itu, e o 5.º Batalhão de Caçadores, de Rio Claro.
Os rebeldes tinham uma necessidade aguda de soldados, a ponto de oferecer pagamento adiantado e terras a quem se dispusesse a lutar. Destacaram-se entre os voluntários os três batalhões estrangeiros, alemão, húngaro e italiano, recrutados entre as comunidades de imigrantes após 20 de julho. Eles somaram até 750 combatentes, incluindo veteranos da Primeira Guerra Mundial com experiências valiosas para o esforço de guerra. Os rebeldes também planejaram incorporar às suas fileiras 200 presos da penitenciária do estado, mas Isidoro cancelou a requisição depois de protestos do diretor.
Os rebeldes se viram obrigados a desviar tropas da linha de frente para o policiamento após 9 de julho, quando, no vácuo de poder criado pela retirada do governo estadual, populares famintos saquearam diversos estabelecimentos comerciais. O general Isidoro, pressionado por representantes da elite econômica paulista, não podia abrir mão da ordem pública. A solução foi criar uma Guarda Municipal com a ajuda da prefeitura, liberando os soldados do encargo do policiamento.

#### Exército legalista

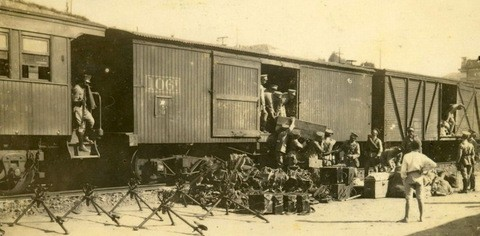
Desembarque de militares estaduais gaúchos

O grande fluxo de reforços legalistas continuou após a retirada do governo. Pelos eixos de Santos e do Rio de Janeiro, os legalistas reuniram grande parte do poder de combate do país. Em 15 de julho, já podiam atacar com 10 mil homens; no total reuniram um efetivo de 14 a 15 mil, uma vantagem numérica de cinco para um, ou até 18 mil. Os militares estaduais foram importantes nesse acúmulo de força: desembarcaram na cidade os mineiros, em 9 de julho, fluminenses, capixabas, no dia 18, e gaúchos, no dia 22. A primeira tropa da Marinha a desembarcar na cidade retornou a Santos após a queda do governo, mas outro batalhão chegou no dia 13.
As unidades formavam a Divisão de Operações no Estado de São Paulo, ao comando do general Sócrates, dividindo-se em cinco brigadas. Os remanescentes legalistas da Força Pública de São Paulo, combatendo no sul, formaram um regimento ou brigada, que passou a integrar a brigada do general Carlos Arlindo. No dia 7, desembarcou em Guaiaúna, com regimentos do Exército vindos de Minas Gerais, a brigada do general Tito Villa Lobos, mais tarde transferida ao coronel João Gomes Ribeiro. No dia 10 era a vez da brigada do general Florindo Ramos, no dia seguinte, do 15.º Regimento de Infantaria, e no próximo dia, do general Tertuliano Potiguara, com 2 200 homens. O 5.º Regimento de Infantaria e reforços de fora de São Paulo foram reunidos na brigada do coronel Pantaleão Telles.
O deslocamento de alguns batalhões do Norte e Nordeste foi impedido por novos levantes tenentistas nessas regiões. A revolta em Sergipe interrompeu o embarque do 20.º, 21.º, 22.º e 28.º BCs, respectivamente de Maceió, Recife, Paraíba (atual João Pessoa) e Aracaju. O 23.º, 24.º, 25.º e 26.º BCs, respectivamente de São Luís, Teresina e Belém, também tiveram seu deslocamento ao Sudeste cancelado, e novos levantes ocorreram em Belém e em Manaus.

#### Ordem de batalha

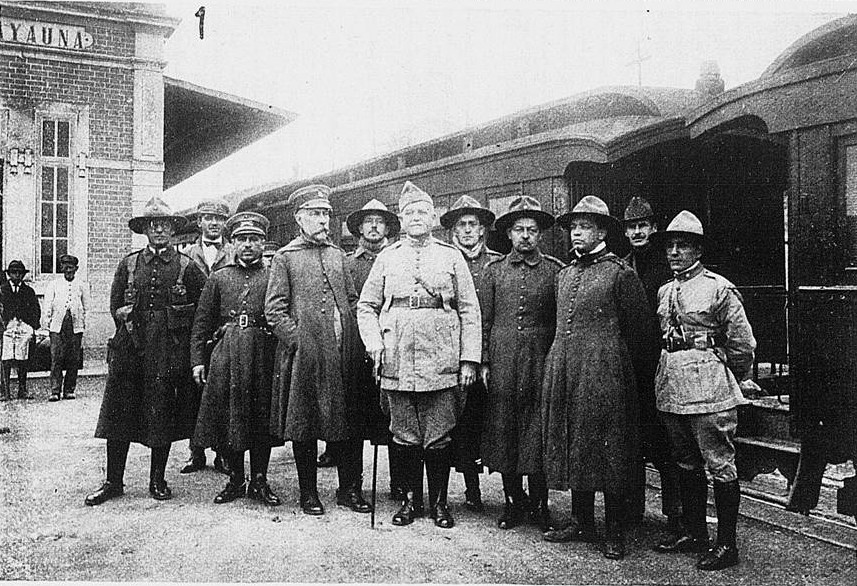
Estado-Maior do general Sócrates em Guaiaúna

Pouco após o conflito, Abílio de Noronha publicou a composição dos exércitos legalista e revolucionário, admitindo “pequenas falhas” nas brigadas legalistas. Os escritores Ciro Costa e Eurico de Góis reproduziram a composição legalista nas “notas oficiais (...) conforme as obtivemos do comando da 2.ª Região Militar, do quartel da 3.ª Brigada de Infantaria e da secretaria do quartel da Força Pública do Estado de São Paulo”. As duas listagens têm algumas diferenças.
| Comando geral: General Isidoro Dias Lopes Chefe do Estado-Maior: Tenente-coronel Mendes Teixeira - 4.º Batalhão de Caçadores (metade) - 5.º Batalhão de Caçadores - 4.º Regimento de Infantaria - Companhia do 5.º Regimento de Infantaria - 6.º Regimento de Infantaria - 1.º Batalhão da Força Pública de São Paulo - 2.º Batalhão da Força Pública de São Paulo - Bateria de 105mm do 2.º Grupo de Artilharia Pesada - Bateria e seção do 2.º Grupo de Artilharia Montada - Duas baterias do 4.º Regimento de Artilharia Montada - Regimento de Cavalaria da Força Pública de São Paulo - Corpo Escola da Força Pública de São Paulo (quase todo) - Outros contingentes da Força Pública de São Paulo - Voluntários estrangeiros - Batalhão alemão - Batalhão húngaro - Batalhão italiano |

| Divisão de Operações no Estado de São Paulo (General-de-divisão Eduardo Sócrates) |
| Brigada coronel João Gomes Ribeiro - 15.º Regimento de Cavalaria Independente (Coronel Feliciano Pinto Pessoa) - 10.º Regimento de Infantaria (Coronel Manuel de Andrade Melo) - 8.º Regimento de Infantaria (Coronel Enéas Pompílio Pires) - Companhia da Força Pública - 3.ª Bateria do 9.º Regimento de Artilharia Montada (Capitão Reis Júnior) Brigada coronel Pantaleão Telles - 5.º Regimento de Infantaria (menos uma companhia) (Coronel Leandro José da Costa) - 11.º Regimento de Infantaria (Coronel Adolfo Massa) - 15.º Batalhão de Caçadores (Coronel Napoleão Poeta da Fontoura) - Elementos de apoio da artilharia divisionária Brigada general Florindo Ramos - 10.º Batalhão de Caçadores (Major Corbiniano Cardoso) - 12.º Regimento de Infantaria (Coronel Diógenes Monteiro Tourinho) - 6.º Batalhão Provisório da Força Pública de Minas Gerais (Major Henrique Brandão) - 1.º Batalhão da Brigada Militar do Rio Grande do Sul (Tenente-coronel João de Deus Canabarro Cunha) - Elementos de apoio da artilharia divisionária Brigada general Tertuliano Potiguara - 1.º Regimento de Infantaria (Coronel Odorico Henriques) - 2.º Regimento de Infantaria (José Luís Pereira de Vasconcellos) - Parte do 4.º Batalhão de Caçadores (Capitão Antônio de Paiva Sampaio) - 1.ª Companhia de Metralhadoras Pesadas - Grupo de Batalhões de Caçadores da Brigada Militar do Rio Grande do Sul (Tenente-coronel Emílio Lúcio Esteves) - Elementos de apoio da artilharia divisionária Brigada general Carlos Arlindo - 7.º Batalhão de Caçadores (Coronel Francelino Albuquerque) - 8.º Batalhão de Caçadores (Coronel Atalíbio Taurino Resende) - 13.º Batalhão de Caçadores (Coronel Otávio Valgas Neves) - 19.º Batalhão de Caçadores (Coronel Oscar Gualberto Dias Moura) - 9.ª Companhia de Metralhadoras Pesadas (Capitão Tomé Rodrigues) - 9.º Regimento de Artilharia Montada - 1.º Grupo de Artilharia a Cavalo (Tenente-coronel Bento Marinho Alves) - Bateria do 3.º Grupo de Artilharia de Costa - Tropa da Marinha (Capitão-de-corveta Clodoveu Celestino Gomes) - Regimento da Força Pública de São Paulo (Tenente-coronel Pedro Dias) - 1.º Batalhão de Guerra (Tenente-coronel Joviniano Brandão) - 2.º Batalhão de Guerra (Tenente-coronel Afro Marcondes de Rezende) - 3.º Batalhão de Guerra (Tenente-coronel José Sandoval de Figueiredo) - 1.º Batalhão da Força Pública do Rio de Janeiro (Major Luís Antunes Viana) - 2.º Batalhão da Força Pública do Rio de Janeiro (Eurico Peixoto) - Contingente da Força Pública do Espírito Santo (Tenente-coronel Abílio Martins) Tropa divisonária: - Brigada de artilharia (General João José de Lima) - Bateria de 155 mm e bateria de 105 mm do 1.º Grupo de Artilharia Pesada - 8.º Regimento de Artilharia Montada (Coronel Crisanto Leite de Miranda Sá Júnior) - 6.º Regimento de Artilharia Montada - 5.º Grupo de Artilharia de Montanha - 2.º Regimento de Artilharia Pesada (Tenente-coronel Alfredo Assunção) - 2.º Grupo do 1.º Regimento de Artilharia Montada (Major Mascarenhas de Morais) - Bateria do 3.º Grupo Independente de Artilharia Pesada (Capitão Argemiro Dornellas) - 2.º Regimento de Cavalaria Divisionária (Major Adalberto Dinis) - 4.º Regimento de Cavalaria Divisionária (Coronel João Baptista Pires de Almada) - 1.º Batalhão de Engenharia (Coronel Malan d'Angrogne) - 4.º Batalhão de Engenharia (Coronel Gustavo Leboro Regis) - Companhia de Carros de Assalto (Capitão Newton de Andrade Cavalcanti) - Companhia de transmissões - Contingente de aviação do Exército - Esquadrilha de Aperfeiçoamento - Primeira Companhia de Parque de Aviação - Esquadrilha de aviação da Marinha |

### Estradas para o interior

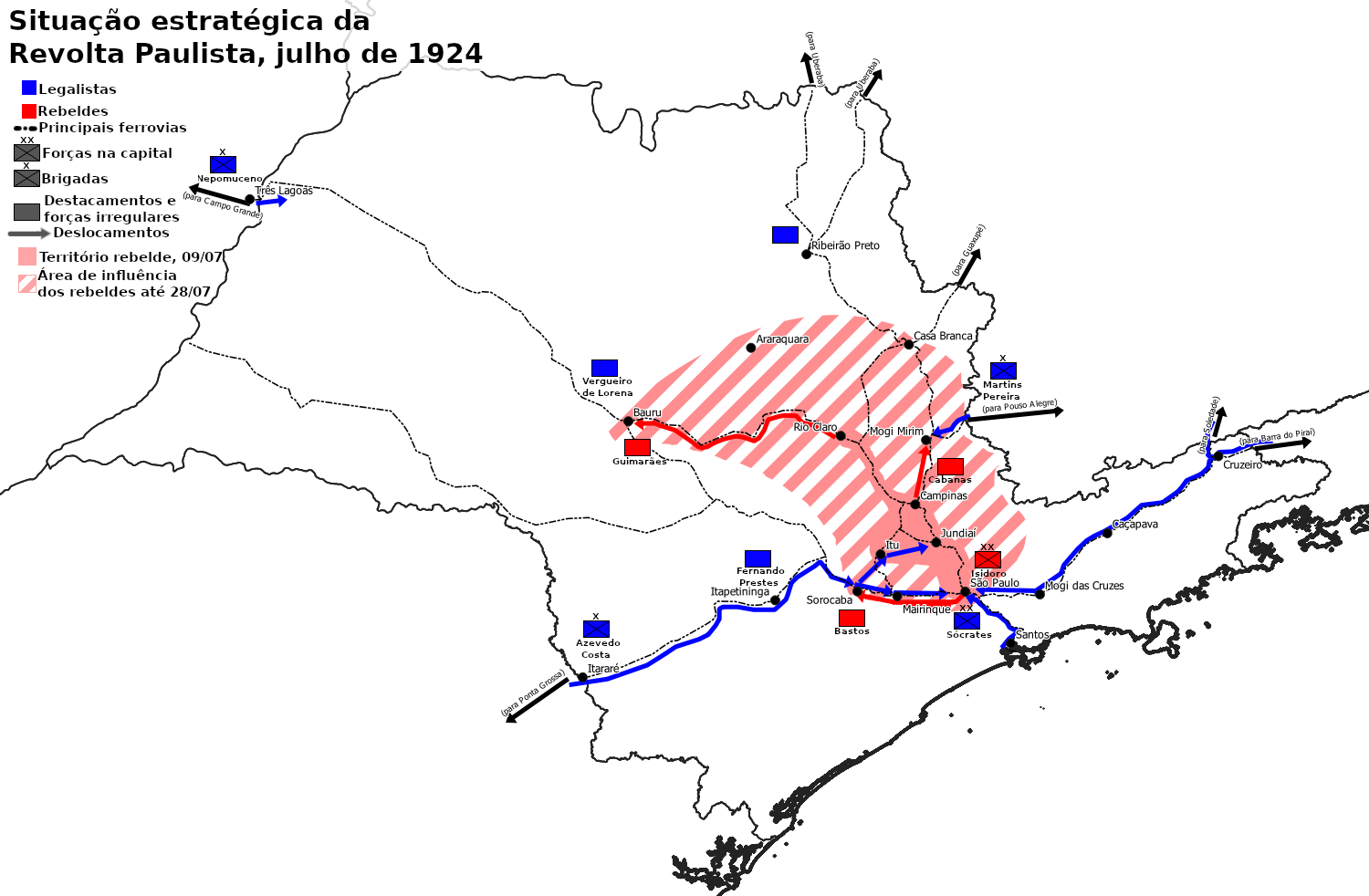
Controle das ferrovias no interior

Os caminhos de São Paulo a Santos e ao Rio de Janeiro, respectivamente pela São Paulo Railway e Central do Brasil, ficaram sob controle legalista. Isto não significou um cerco bem executado, pois os revolucionários tinham várias estradas abertas para o interior; em 9 de julho já controlavam Itu, Jundiaí, Campinas e Rio Claro, e ao longo do mês expandiram seu controle até Bauru e Araraquara. Os legalistas também agiam no interior: enquanto a divisão do general Sócrates ocupava-se com a capital paulista, outras colunas viriam de Mato Grosso, Minas Gerais e Paraná para sitiar São Paulo. Mas somente no eixo paranaense, vindo de Sorocaba, eles tiveram sucesso, vencendo batalhas em Pantojo e Mairinque, no dia 26. A “Coluna Sul”, intentando cortar a última saída ao interior, para Campinas, alcançou Jundiaí ao meio-dia de 28 de julho. Isto foi demasiado tarde, pois os combates na capital já haviam terminado, e os rebeldes, prosseguido a Bauru na véspera.

### Linhas de frente na periferia

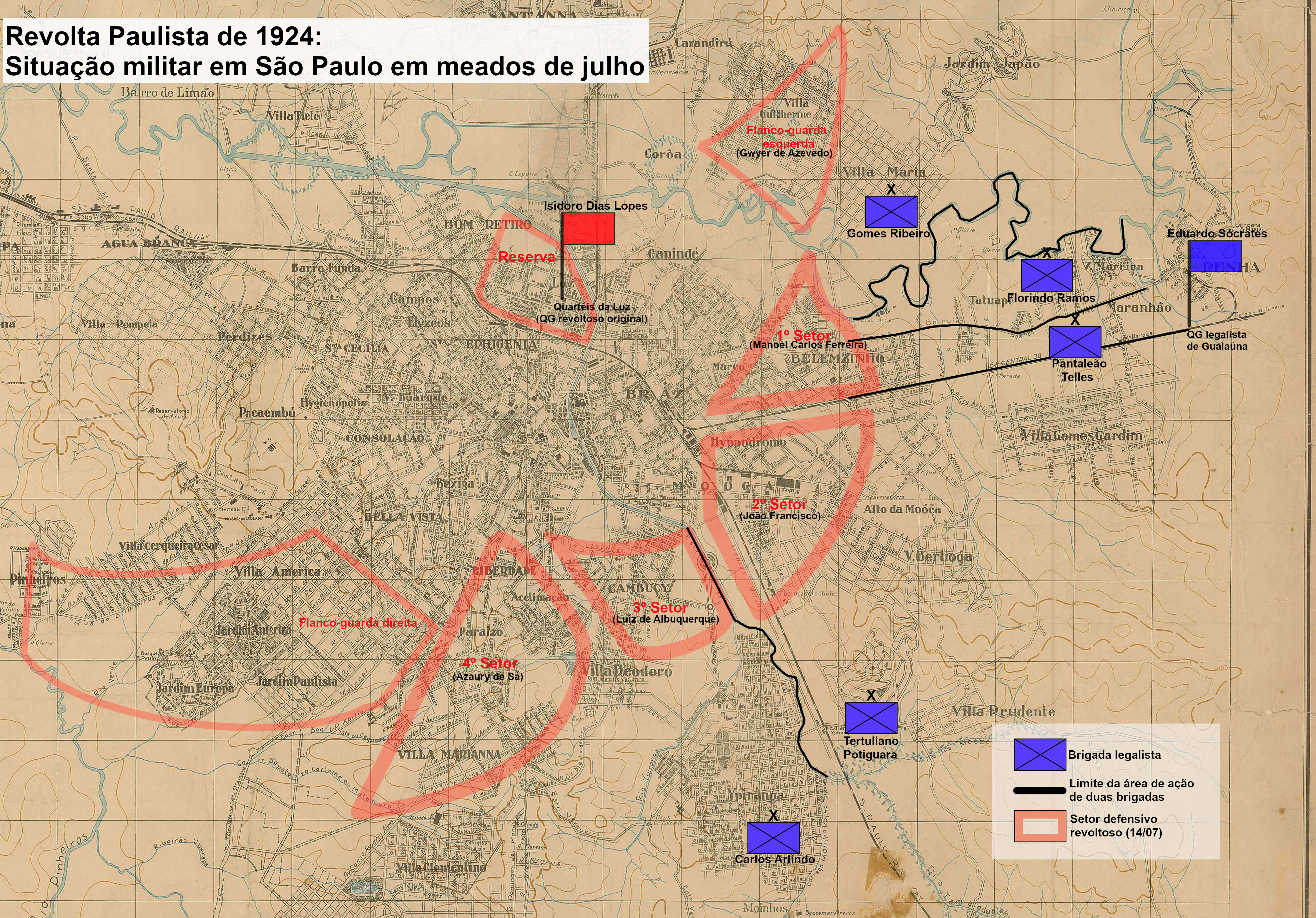
Brigadas legalistas e setores defensivos revolucionários

Para retomar a cidade, a Divisão de Operações distribuiu suas brigadas em leque ao redor do Tietê, a sul e a leste da cidade. A concentração era especialmente forte a caminho do Rio de Janeiro, na Central do Brasil, onde ficaram o posto de comando da divisão e duas brigadas. Os legalistas dominavam a topografia ao redor da cidade, como as elevações da Mooca, Penha e Ipiranga. Um cinturão de bairros operários separava suas posições do centro.
A brigada do coronel João Gomes Ribeiro estava em Vila Maria, avançando em direção a Santana; a do general Florindo Ramos, entre o Tietê e a avenida Celso Garcia, na direção do Belenzinho e Brás; do coronel Pantaleão Telles, entre os trilhos da Central do Brasil e a avenida Celso Garcia, também rumo ao Belenzinho; do general Tertuliano Potiguara, entre os trilhos da Central do Brasil e o canal do Tamanduateí, contra a Mooca, acompanhando a São Paulo Railway; e do general Carlos Arlindo, com o flanco direito no canal do Tamanduateí, na direção de Vila Mariana e Ipiranga.
As primeiras linhas defensivas dos rebeldes foram no sul, do Brás a Vila Mariana, e no leste, da Vila Guilherme à Mooca. Após os primeiros ataques em 10 de julho, essas posições avançadas foram abandonadas, e as frentes legalistas do leste e sul se conectaram. Ao redor do dia 14 os rebeldes organizavam-se em quatro setores defensivos e duas flanco-guardas. A flanco-guarda esquerda, do capitão Gwyer de Azevedo, estava na Vila Guilherme; o primeiro setor, do tenente Manoel Carlos Ferreira, ia do Belenzinho à Vila Guilherme, entre a ponte sobre o Tietê e o Hipódromo da Mooca; o segundo setor, do coronel João Francisco, alcançava o Brás e a Mooca, entre o Hipódromo e a Várzea do Carmo; o terceiro setor, do capitão Luiz de Albuquerque, estava no Cambuci; o quarto setor, do tenente Azaury de Sá Brito e Souza, estava na Liberdade, Paraíso, Aclimação e Vila Mariana; e a flanco-guarda direita, sob comando direto do Quartel-General, ia da avenida Paulista a Pinheiros, cobrindo também os jardins Europa e América.

### Primeira ofensiva legalista

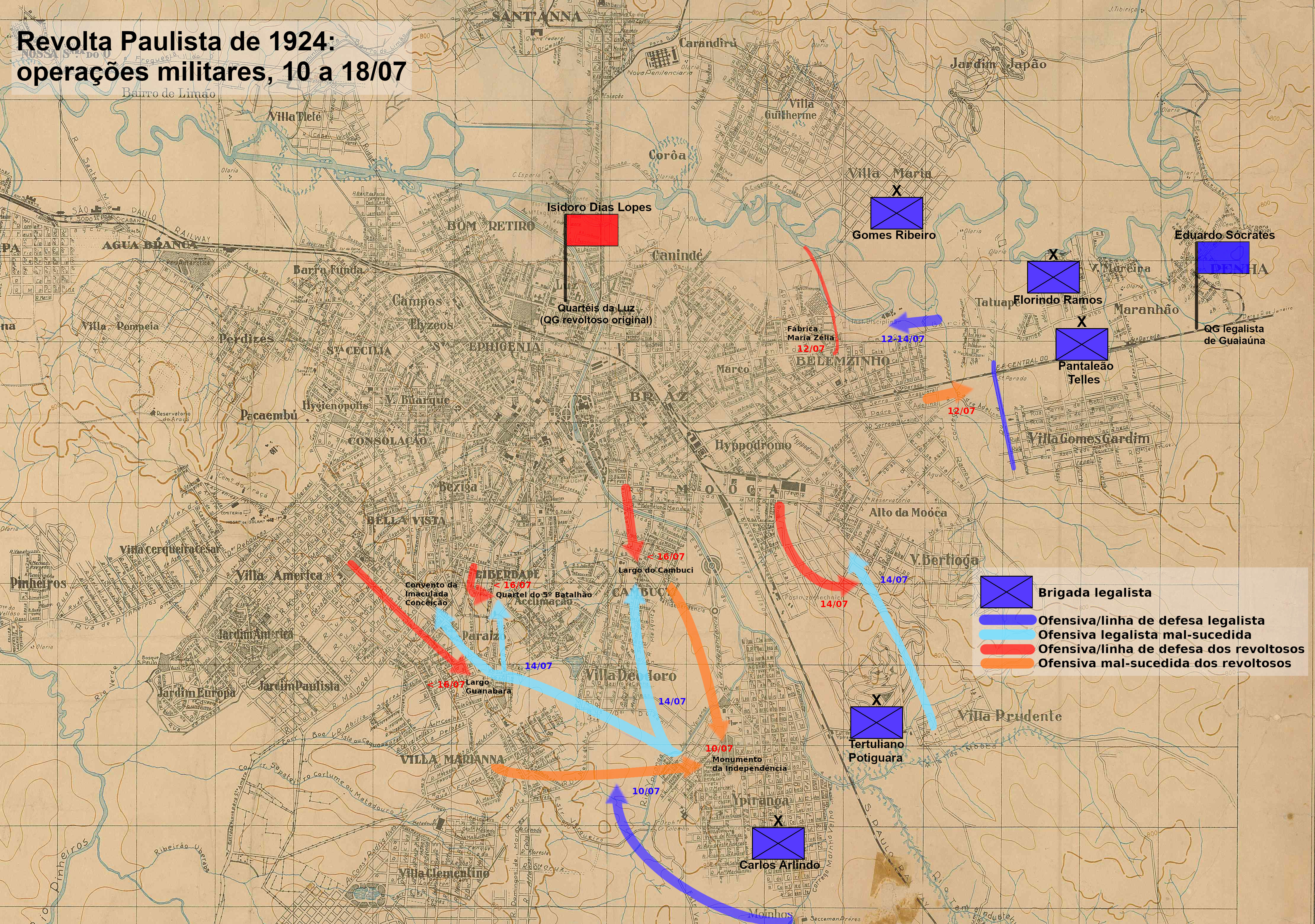
Primeiras ofensivas e contraofensivas na periferia da cidade

A brigada Arlindo Ramos tinha o flanco direito garantido pela brigada Potiguara, mas em 10 de julho seu flanco esquerdo ficou vulnerável a um ataque dos revoltosos vindos de Cambuci e Vila Mariana. Ciente que os legalistas do coronel Pedro Dias de Campos, concentrados na cerâmica do Sacomã, ainda não tinham uma linha de defesa eficiente, Gwyer de Azevedo, liderando 200 homens, atacou por volta das 14h00. Para surpreender do alto uma força legalista mais numerosa, eles tomaram o reduto atrás do Museu, de onde atacaram com metralhadoras, mas elas foram silenciadas pela artilharia da Marinha. Legalistas do 1.º BFP atacaram a Vila Seckler, contornaram o Museu e conquistaram as defesas avançadas rebeldes. O combate foi demorado e resultou na saída dos atacantes. Às 20h00, os legalistas da Força Pública chegaram ao Museu. No dia seguinte, os legalistas do Ipiranga fizeram contato com a brigada Potiguara, que realizou um movimento pelo flanco esquerdo, passando da Penha para o Alto da Mooca e Vila Bertioga.
Mais a norte, na Central do Brasil os legalistas repeliam ataques na 5.ª Parada. No dia 10 os legalistas desalojaram o 6.º RI de suas posições na Fábrica Maria Zélia, no Belenzinho. Em resposta, ao alvorecer do dia seguinte o tenente João Cabanas esgueirou-se com sua força pelas margens do Tietê. Atacado pela brigada Florindo Ramos, ele teve que recuar, mas conseguiu reocupar a fábrica e garantir a linha de defesa da avenida Celso Garcia até a ponte da Vila Maria. Do alto dessa posição privilegiada, os revolucionários miravam o Instituto Disciplinar, aguardando sua ocupação pelos legalistas, que se concretizou pela brigada Telles ao redor dos dias 12–14. Cabanas repeliu vários ataques à fábrica, mas a situação era crítica. Ele chamou apoio de artilharia no dia 12, mas todos os tiros erraram o alvo e acertaram os próprios revolucionários. No dia 14, o ponto de conexão entre as brigadas Telles e Potiguara estava às margens do córrego Tatuapé.

### Contraofensivas revolucionárias

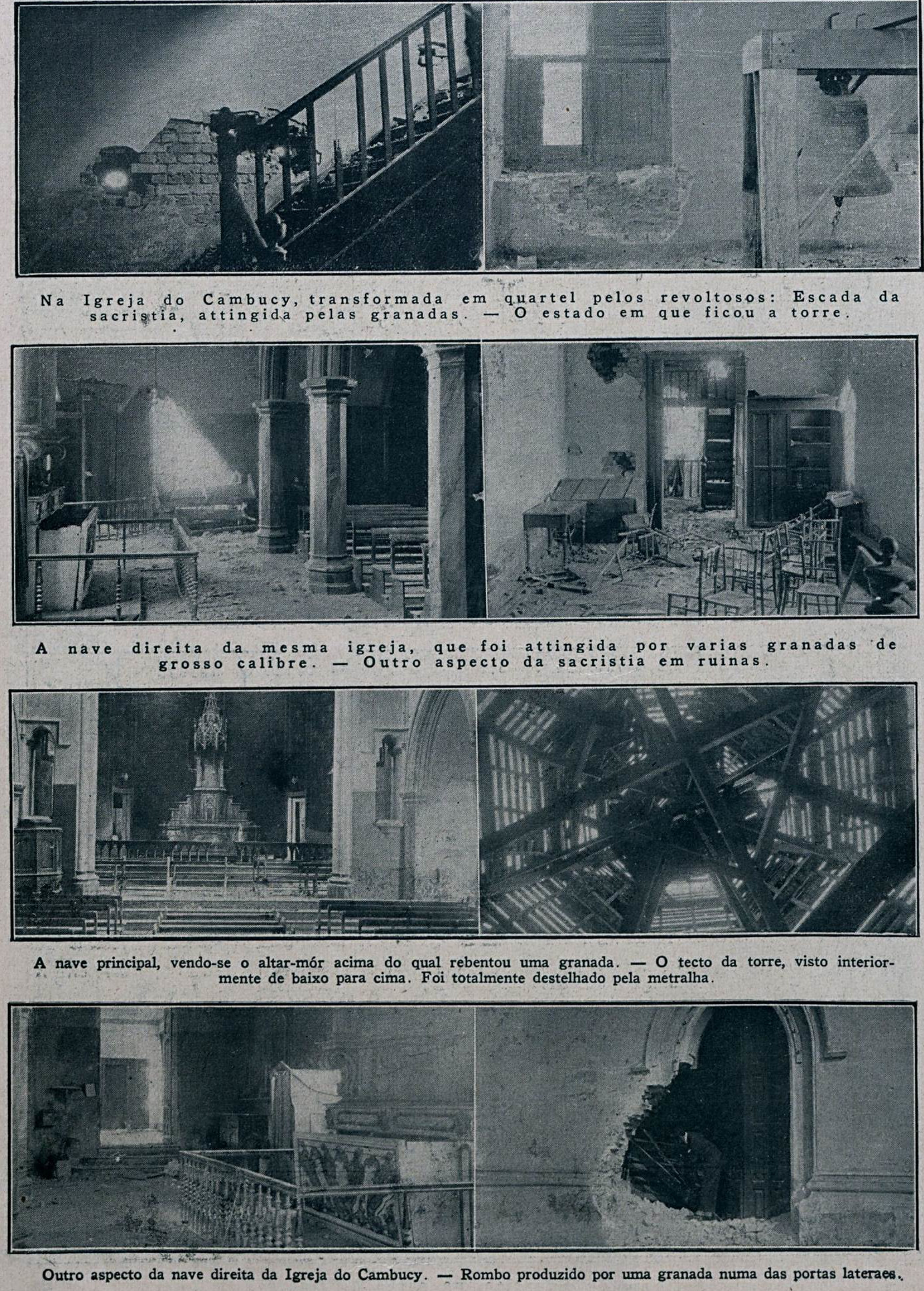
Danos internos na igreja do Cambuci, conquistada várias vezes durante o conflito

A brigada Potiguara avançou nos dias 12 a 13, permitindo à brigada Arlindo Ramos capturar o Largo do Cambuci. Na noite do dia 14 essa coluna passou por Aclimação e Vila Mariana e ocupou posições até a Liberdade, como o quartel do 5.º Batalhão da Força Pública, na rua Vergueiro, e o Convento da Imaculada Conceição, na avenida Brigadeiro Luís Antônio. Entretanto, nesse mesmo dia a brigada Potiguara sofreu sério revés ao avançar demais com flancos desguarnecidos, recuando em um quilômetro após sofrer um ataque do capitão Newton Estillac Leal.
Em consequência desse recuo, as brigadas Arlindo, à esquerda, e Telles, à direita, ficaram com flancos expostos e receberam ofensivas revolucionárias. O coronel Telles teve ordem de recuar, mas alocou forças para defender seu flanco e no dia 17 havia conseguido defender suas posições. Já a brigada Arlindo perdeu suas posições recém-conquistadas. Até o dia 16 os revoltosos retomaram o Largo do Cambuci, vindos da Mooca pela rua Luís Gama; cercaram e forçaram a rendição do quartel do 5.º Batalhão, num violento ataque vindo da rua Maestro Cardim; e pegaram a retaguarda dos legalistas, entrincheirados no largo da Guanabara e rua Vergueiro, com outro ataque pela alameda Santos. A brigada Arlindo sofreu grandes baixas e teve um início de pânico, pois suas comunicações com o quartel em São Caetano chegaram a ser cortadas. A vitória revolucionária teve um alto custo: a morte do capitão Joaquim Távora por ferimentos recebidos no ataque ao 5.º Batalhão.
Os legalistas atacaram em toda a frente nos dias 15 a 16, conseguindo avanços. Na Mooca, porém, a brigada Potiguara não conseguia superar redutos como as fábricas Crespi, Gamba, Antarctica e Matarazzo, apesar da escassez de homens e armas dos defensores, liderados por João Cabanas. Na manhã do dia 15, a brigada marchou do Alto da Mooca para o centro do bairro. Ao redor do meio dia, a vanguarda parou num bosque a cem metros do Cotonifício Crespi, cuja “imponente massa tijolada” era um ponto dominante de observação e defesa. Mesmo com apoio de artilharia da Marinha, o general Potiguara teve que ordernar ao 2.º RI e 4.º BC para se retirarem das posições ocupadas. À noite, foram repelidos nas imediações das ruas da Mooca e do Oratório. A vanguarda ficou na rua Madre de Deus, onde o general chegou no dia seguinte com o grosso da tropa. Uma nova ofensiva, planejada para o dia 17, não ocorreu devido à intensa fuzilaria ao longo da noite, que imobilizou os atacantes. Os legalistas limitaram-se ao bombardeio de artilharia.

### Conquista dos redutos

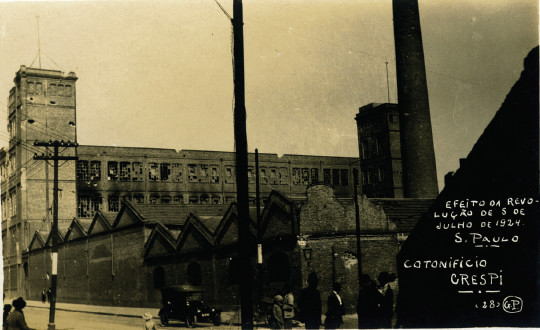
Cotonifício Crespi, bombardeado durante a ofensiva legalista

A brigada Arlindo retomou a ofensiva na Vila Mariana na noite de 18 de julho, empregando soldados do Rio de Janeiro e Espírito Santo. Dois dias de combates de casa em casa não produziram avanço significativo. Os rebeldes defendiam barricadas nas vias Vergueiro, Paraíso, Apiahy e outras, e edifícios grandes como o colégio inglês e a Cervejaria Guanabara. Canhões de 105 mm legalistas, postados na Aclimação, expulsaram os defensores da cervejaria, mas os legalistas não aproveitaram a oportunidade e o prédio foi reocupado logo depois.
As brigadas Florindo e Potiguara avançaram no dia 19, alcançando a 4.ª Parada da Central do Brasil. Na Mooca, prosseguiam os ataques e contra-ataques, com numerosas baixas em ambos os lados. A captura da fábrica de cerveja Antarctica por tropas da Marinha, no dia 23, exigiu três dias de tiroteio, culminando num bombardeio de artilharia e combate final com armas brancas. A coluna de fumaça era visível a quilômetros de distância.
A progressão da brigada Arlindo ao centro da cidade era difícil. O Cambuci estava alternando de controle entre os rebeldes e a brigada Arlindo. Os rebeldes tinham um sistema de barricadas e trincheiras no Largo do Cambuci e ruas vicinais. Numa colina próxima, posicionaram metralhadoras na Igreja da Glória. Comandados pelo coronel José Sandoval de Figueiredo, os legalistas, com reforços do Rio Grande do Sul e Santa Catarina, fizeram avanços paulatinos a partir do dia 20. No avanço ao largo do Cambuci, defendido pelo tenente Ari Fonseca Cruz, um batalhão de infantaria do Exército foi barrado pelas metralhadoras, e para apoiá-lo, o batalhão da Marinha posicionou-se nas alturas ao redor. Os rebeldes lançavam contra-ataques noturnos e bombardeios de artilharia. A ofensiva legalista foi demorada, exigindo a cooperação com a artilharia, mas tinha superioridade numérica. Os 45 defensores presentes no dia 21 foram reduzidos a 12 homens sãos e quatro feridos na manhã do dia 23. O próprio comandante foi ferido e acordou à noite, encontrando-se prisioneiro do inimigo, que já ocupava o Largo do Cambuci. A igreja e os outros pontos caíram no dia 24.
Planejando uma ofensiva contra o flanco esquerda legalista na Vila Mariana, os rebeldes concentraram forças no largo do Paraíso, em 21 de julho. No dia seguinte, uma ofensiva legalista na Liberdade levou ao cancelamento do plano. No dia 23 a brigada Arlindo atacou na Vila Mariana. O plano, executado pelo coronel Oscar Moura, era desviar a atenção dos rebeldes com um avanço preliminar do 19.º BC, pelo lado direito, e em seguida as Forças Públicas fluminense e capixaba, vindas da estação de bondes da rua Domingos de Morais, tomariam o largo da Guanabara. Entretanto, os rebeldes haviam melhorado suas defesas e reforçado a posição com soldados estrangeiros, com os quais planejavam um ataque. A ofensiva legalista prosseguiu favoravelmente até os rebeldes encurralarem o 19.º BC. Só a intervenção dos militares fluminenses, abandonando o plano de ataque, salvou esse batalhão. As ruas ao redor do Ginásio Anglo-Americano ficaram “juncadas de cadáveres”, nas palavras de Juarez Távora. Esta derrota desestimulou avanços adicionais da brigada Arlindo.

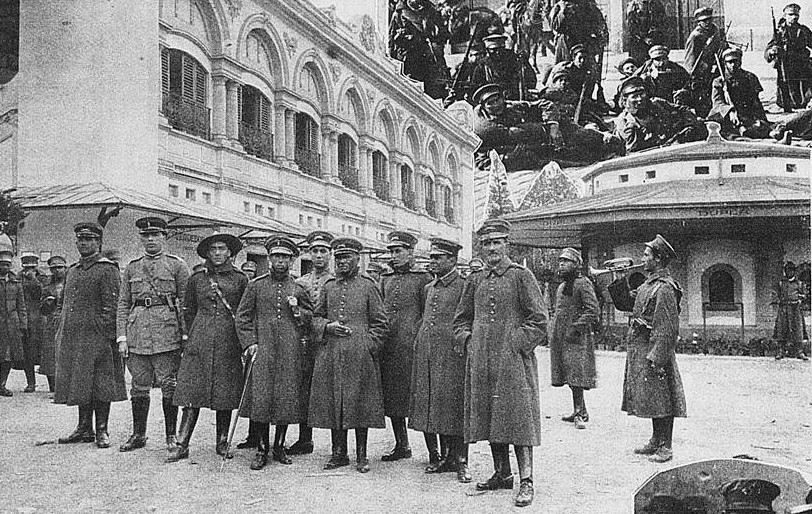
Oficiais legalistas após a ocupação do Hipódromo da Mooca

Os legalistas renovaram sua ofensiva geral às 14h00 do dia 25. As tropas estaduais gaúchas aproximaram-se do Cotonifício Crespi, que foi incendiado pela artilharia. Ainda assim, seus defensores continuaram lutando até a tarde do dia 26, quando soldados federais e gaúchos, “escalando muros e paredes, invadiram os escombros e assenhorearam-se do baluarte”. Esta conquista foi a grande vitória legalista. O Hipódromo da Mooca caiu no mesmo dia. O terreno em volta foi conquistado rua por rua, mas as investidas contra o prado foram várias vezes repelidas. Numa pausa depois da fuzilaria, os militares gaúchos rastejaram pelo solo e irromperam nas dependências, tomando o local com armas brancas. No dia seguinte, foi a vez do armazém da Estrada de Ferro Central do Brasil. Posicionados na rua Bresser, os legalistas já se preparavam para tomar o próximo ponto forte, a Estação do Norte. O segundo setor revolucionário recuou, assim como o terceiro, que, após perder posições na Várzea do Carmo, concentrou-se nas ruas Apeninos, Tamandaré e Glicério, na Liberdade.
A única patrulha montada feita pelos legalistas, segundo Abílio de Noronha, foi organizada pela brigada Arlindo no dia 26, quando infantes gaúchos, com animais requisitados, passaram pelo flanco esquerdo dos rebeldes, em direção ao Jardim América.

## Retirada dos rebeldes

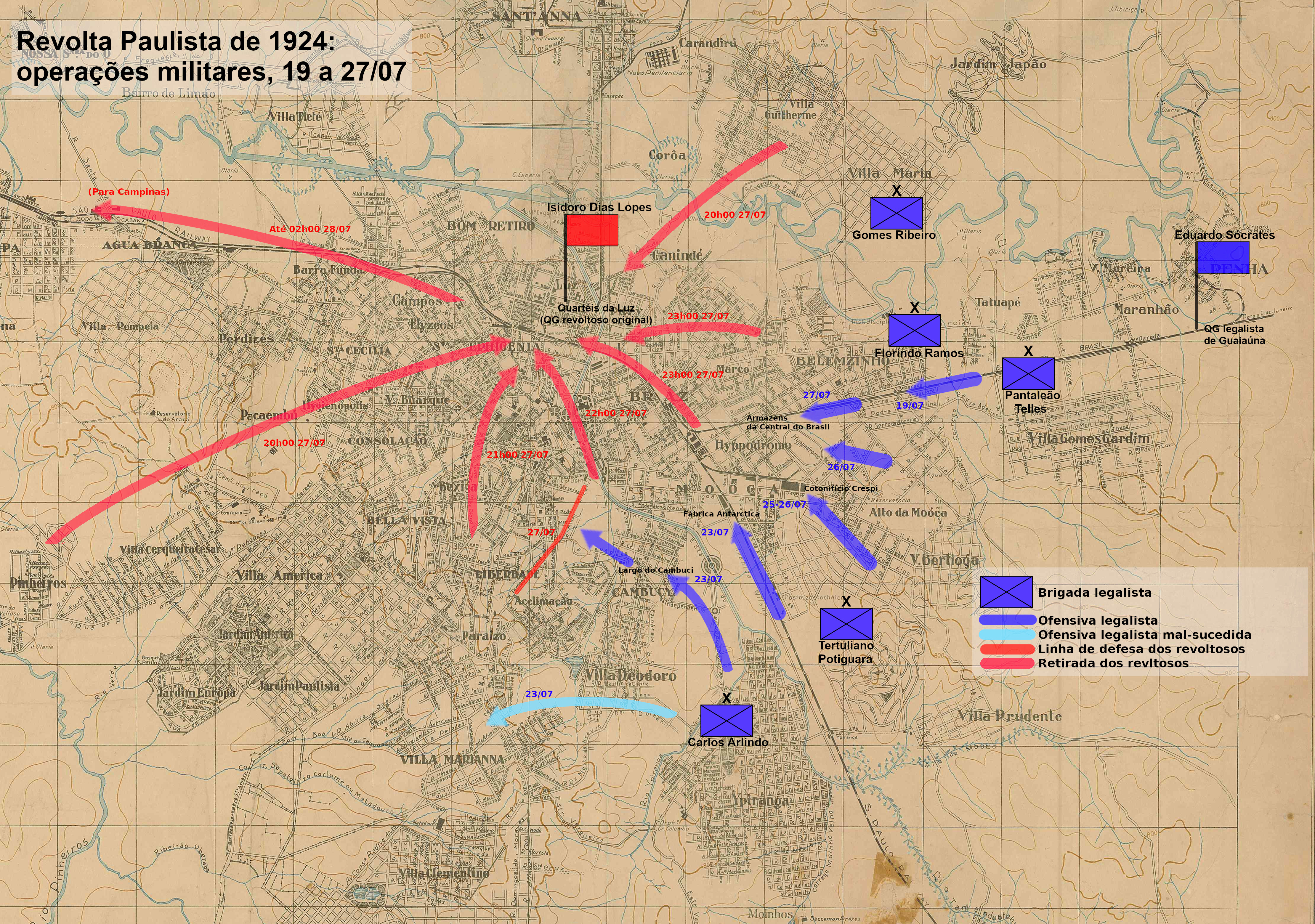
Ofensivas legalistas de 19 de julho à retirada dos rebeldes

Em 27 de julho ainda seria possível lutar por dez a quinze dias, na avaliação de Isidoro. Glauco Carneiro cita “cálculos de peritos” segundo os quais os rebeldes demorariam mais dez dias para ser desalojados à força da cidade. A retirada dos revolucionários da capital, rumando ao interior na noite de 27, deixou essas considerações como hipóteses. Os motivos dessa decisão eram vários: as derrotas na direção de Sorocaba, de onde uma coluna legalista estava prestes a cortar a estrada para Campinas, e a futilidade de prolongar a destruição da cidade numa luta sem perspectiva de vitória. No interior, tomando o rumo de Mato Grosso, o comando revolucionário ainda acreditava ter futuro.
O embarque do material na Estação da Luz começou às 14h00 de 27 de julho, sem o conhecimento dos combatentes avançados. Pequenos destacamentos comandados por Manoel Pires, Nélson de Melo e Ricardo Hall faziam a cobertura, e dois canhões continuavam disparando para confundir os legalistas, até ser deixados para trás quando o último trem partiu. O embarque das tropas foi à noite, começando pelos setores mais calmos, enquanto se simulava resistência nos mais hostilizados: às 20 horas, o flanco esquerdo (de Guarulhos a Vila Guilherme) e a guarda móvel do flanco direito (Casa Branca a Pinheiros), às 21 os combatentes da Liberdade, às 22 os do Cambuci e às 23 os da Mooca e Belenzinho. Por atrasos na retirada, o último trem partiu às 2 da madrugada, duas horas mais tarde do que o planejado. A retirada foi quase perfeita: os revolucionários levaram de 3 500 a 6 000 combatentes e abundante artilharia e suprimentos. Somente alguns poucos combatentes do destacamento do sul não conseguiram embarcar a tempo, e pouquíssimo material foi deixado para trás. Partiram rumo a Campinas 16 trens, com “uma tripa interminável de vagões” repletos de homens e material de guerra.

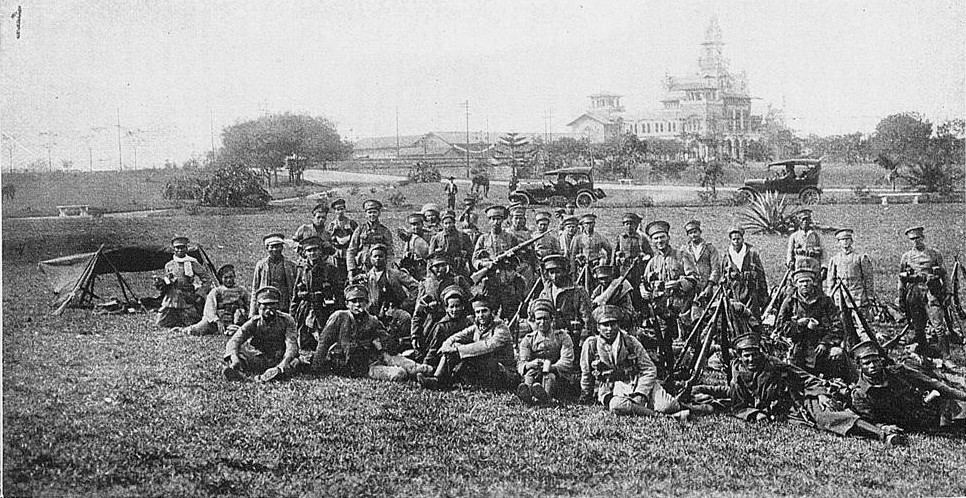
Reocupação da cidade pelos legalistas

A retirada foi muito discreta. Sem patrulhas noturnas ou contato com a infantaria inimiga, o comando legalista só percebeu a evacuação na manhã seguinte, quando os soldados encontraram somente bonecos de palha vestidos com uniformes nas trincheiras revolucionárias. A divisão do general Sócrates havia falhado em fixar os rebeldes na capital, “deixando todos escaparem-lhe entre os dedos”. Esse feito militar é notório, pois as retiradas são operações arriscadas. O governo dizia ter imposto uma “insuportável e onipresente” pressão sobre os rebeldes, mas segundo Abílio de Noronha, se tal pressão existisse, o embarque teria sido impossível. Glauco Carneiro chama essa retirada pacífica de “um dos enigmas da revolução”.

## Análise militar
Em 1924 travou-se o que já foi chamado de maior batalha urbana da história do Brasil e da América Latina, cujas cenas podem ser comparadas aos cenários da Primeira Guerra Mundial. Os combates de rua e o bombardeio de artilharia foram violentíssimos.
Após o conflito, o ministro da Guerra elogiou no desempenho das tropas “um grau de instrução que honra a nossa dedicação profissional”. Por outro lado, o general Noronha fez críticas severas em seus livros Narrando a Verdade e O Resto da Verdade. O tom dessas publicações era defensivo, pois o general era acusado de negligência com a conspiração de seus subordinados. Suas críticas à ordem de retirada de 8 de julho foram especialmente polêmicas; na Câmara dos Deputados, Júlio Prestes acusou-o de ter escrito “um depoimento de prisioneiro, cujas informações eram fornecidas pelos revoltosos; o seu livro não passa de impressões de revoltosos através de seu estilo e de seu temperamento”. Os escritos de Noronha não se resumiam a isto, pois ele também citou documentos e depoimentos.

### Uso do terreno

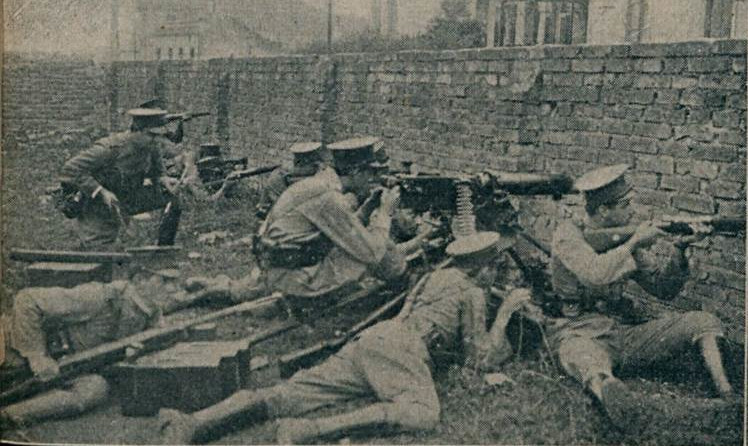
Posição de metralhadora legalista em Vila Mariana

Os combatentes deslocavam-se por várzeas, avenidas e ruas estreitas. As elevações na periferia eram pontos de observação, assim como as torres, telhados e chaminés dentro da cidade; as fábricas eram especialmente visadas para este fim. As trincheiras tornaram-se elemento normal da paisagem. Os revoltosos não tinham ponto fixo para sua artilharia e infantaria, deslocando-os à noite. Suas metralhadoras raramente ficavam visíveis ao público. Os encontros eram apenas com parcelas dos efetivos, nunca com o grosso da tropa.
Conforme Eduardo Sócrates, os revoltosos tinham posições defensivas difíceis de conquistar: “era um reduto de ruas com edifícios de larga amplitude que mesmo destruídos ofereceriam margem à defesa, organizada nos escombros”. Abílio de Noronha argumentou justamente o contrário: “os rebeldes não tinham uma linha contínua de fortificações e suas trincheiras eram fraquíssimas — alguns paralelepípedos empilhados e em geral guardados por número reduzido de homens.” “Não tinham defesas acessórias, não tinham paradorso, para-estilhaços, etc. — eram obstáculos que operários, em dias de greve, costumam opor à ação da polícia”.
Para Noronha, essas barricadas seriam vulneráveis a assaltos a curta distância, culminando em combate corpo a corpo, à ponta de baioneta, mas em vez disso, não houve ataques de infantaria reais, apenas fuzilaria ineficaz à distância, desperdiçando milhares de cartuchos.  Não houve contato com os rebeldes; “sabia-se que eles estavam em tal ou qual rua, porque desse ponto partiam tiros”. Nos relatos de combatentes legalistas, existem algumas menções ao combate corpo a corpo.

### Distribuição de forças

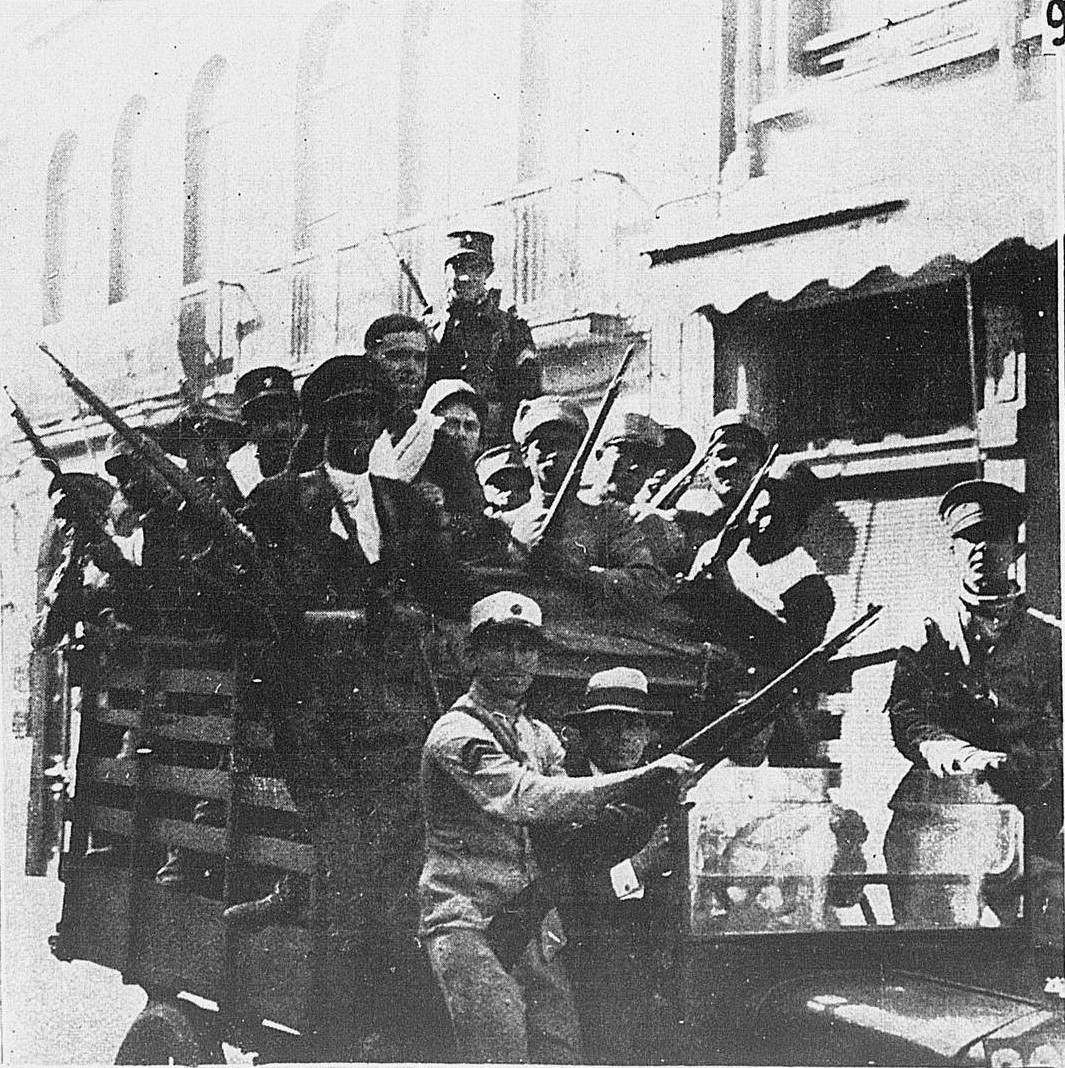
Deslocamento motorizado dos revoltosos

Conforme Abílio de Noronha, as brigadas atacaram de forma descoordenada, sem planejamento centralizado. Dessa forma, não aproveitaram sua vantagem numérica e material, pois os revolucionários mantinham, principalmente na Luz, uma reserva numerosa, que podiam deslocar em caminhões aos setores atacados, obtendo superioridade local. Os destacamentos legalistas deixaram seus flancos expostos a manobras do Regimento de Cavalaria da Força Pública. Assim, toda a campanha foi um “esforço estéril de uma caricatura de front europeu”.
Oficialmente, a Divisão de Operações conduzia uma manobra desbordante, na qual seu flanco esquerdo superaria o flanco direito do inimigo. Entretanto, o general Noronha constatou a ausência de movimentos de flanco pelo norte (Guarulhos ao rio Tietê) ou sul (Santo Amaro, Jardim América e Lapa). A cavalaria, que teria sido muito útil nessa manobra, foi deixada como guarda de quartel.
Os combates mais sangrentos foram no leste, especialmente na Mooca, onde atuava a brigada mais agressiva, comandada pelo general Tertuliano Potiguara. Esse comandante era veterano da Primeira Guerra. Entretanto, o tenente João Cabanas, que lutou contra as forças de Potiguara na Mooca, descreveu essa ofensiva como de “pouca técnica militar”: “o ataque fazendo avançar em massa compacta, regimentos de infantaria e atirá-los contra o inimigo bem entrincheirado, protegido e oculto, era uma imitação aos alemães nos ataques a Verdun”.

## Equipamento e tecnologia

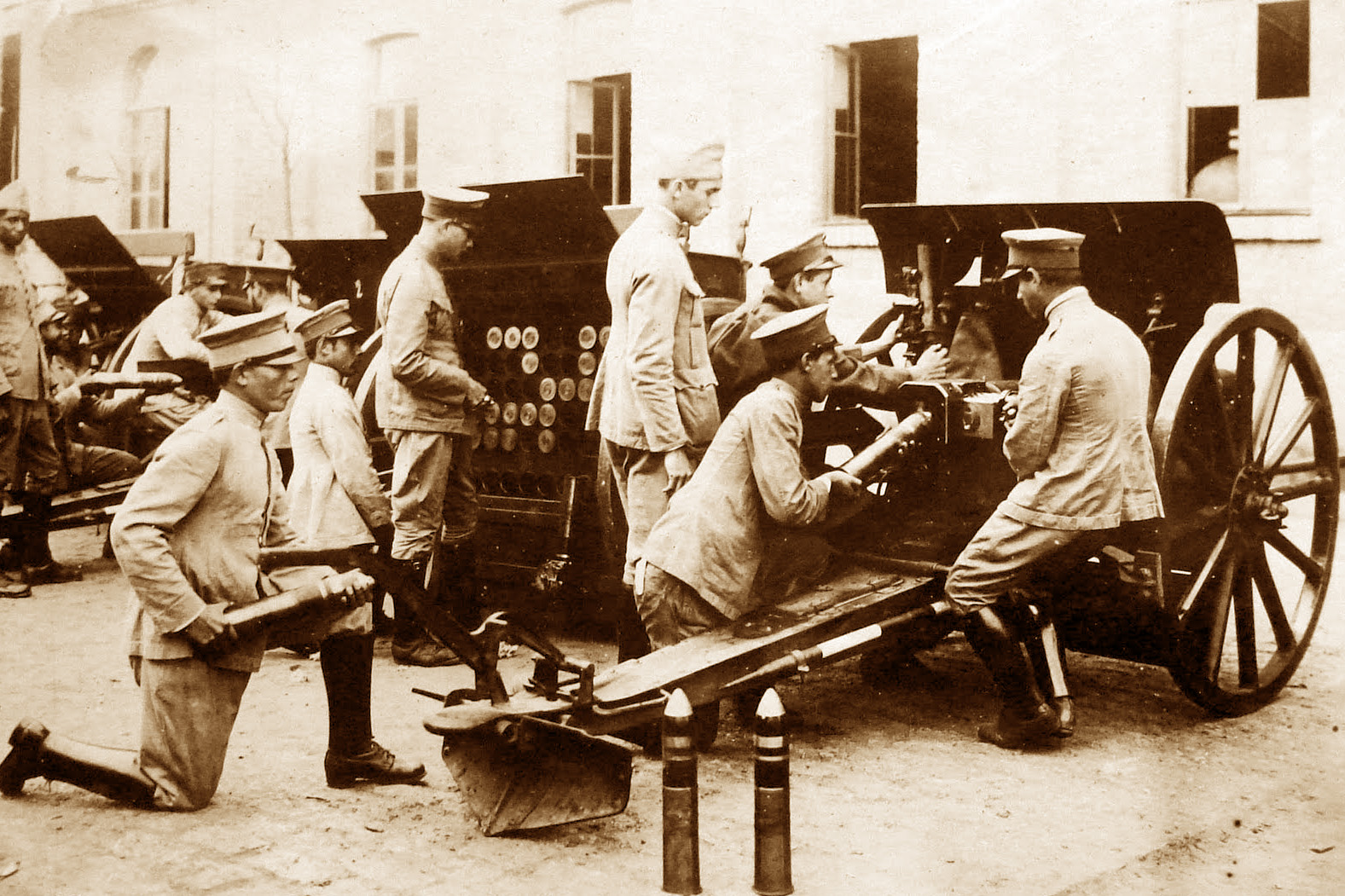
Bateria de canhões Krupp de 75 mm

Ambos os lados do conflito dispunham de poder de fogo considerável; a vantagem estava com os legalistas. Quando deixaram a cidade, os rebeldes dispunham de vinte canhões de 75 mm e seis canhões de 105 mm, com 2 000 tiros; aproximadamente 7 000 fuzis, 200 metralhadoras e fuzis-metralhadoras e 2 000 000 de cartuchos; e cavalos e automóveis. Eles tinham uma pequena capacidade industrial nas oficinas da São Paulo Railway, aproveitando o conhecimento técnico de imigrantes com experiência da Primeira Guerra. Apesar da falta de recursos, diversos materiais bélicos foram improvisados, como granadas e munição de artilharia. Essa atividade pode ser exemplificada por requerimentos confidenciais de Maximiliano Agid, comandante do batalhão húngaro, a Isidoro, solicitando dinamite, pólvora, estopim, garrafas, tubos de ferro e arruelas para a fabricação de granadas.
Os legalistas tinham o equipamento mais moderno do Exército, muito superior aos rebeldes na artilharia, aviação e blindados. Com a chegada de reforços, os legalistas reuniram mais de uma centena de canhões, mais modernos do que os dos revolucionários, incluindo a mais poderosa artilharia do conflito, os canhões Schneider de 155 mm trazidos do Rio de Janeiro.
Segundo o jornal Diário Nacional, o ministro da Marinha Alexandrino de Alencar propôs o emprego de gases venenosos contra os rebeldes. O coronel Álvaro Bittencourt Carvalho, que poderia fabricá-los, recusou devido à “selvageria de tais processos de guerra, condenados até nas lutas internacionais”.

### Aviação

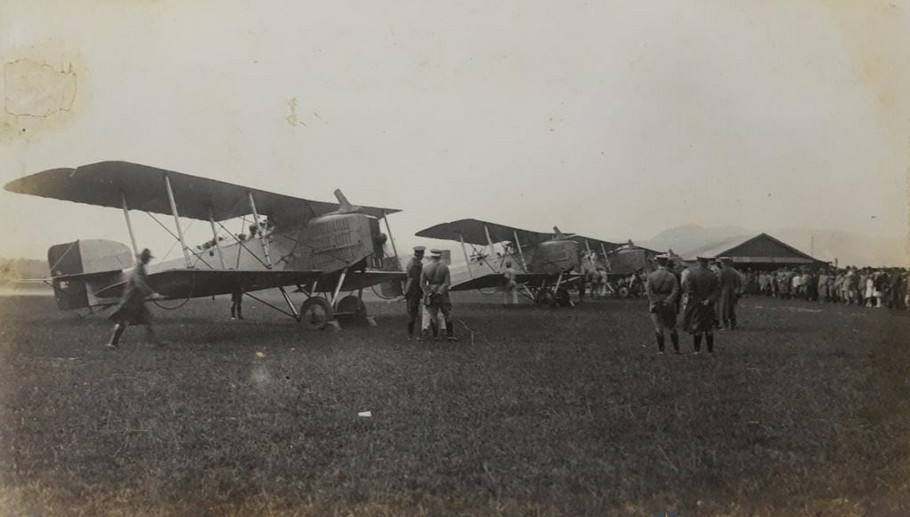
Breguet 14 da Aviação Militar

Os revolucionários recorreram à aviação por não ter como fazer o reconhecimento das posições legalistas na Penha e Ipiranga. Os aviões existentes na cidade foram confiscados para formar um serviço de aviação, chefiado pelo tenente Eduardo Gomes e ajudado pelo tenente da Força Pública Antônio Reinaldo Gonçalves e a aviadora Anésia Pinheiro Machado, conhecedores das pistas de pouso paulistanas, como o Campo de Marte. O primeiro voo, em 13 de julho, e os seguintes serviram para o reconhecimento aéreo e distribuição de manifestos. A terceira missão de reconhecimento foi sobre Sorocaba e daí a Santos, onde a intenção era despejar a propaganda revolucionária sobre o Minas Gerais. Um hidroavião da Marinha decolou para interceptar o aparelho pilotado por Eduardo Gomes, que, em resposta, regressou à base, enquanto o hidroavião capotou e seu piloto quase afogou.
A única expedição ofensiva da aviação revolucionária foi um plano extremado. Em 24 de julho, Eduardo Gomes e Carlos Herdler voaram um “Oriole” rumo ao Rio de Janeiro para distribuir panfletos de propaganda revolucionária. Ao chegar ao destino, soltariam uma bomba de dinamite sobre o Palácio do Catete. Entretanto, uma falha mecânica forçou-os a pousar em Cunha, com o avião inutilizado.
A aviação legalista foi representada pela Aviação Naval e da Aviação Militar do Exército. A Aviação Naval trouxe a Santos seis hidroaviões Curtiss F-5L, dois Curtiss MF e dois HS-2L, empregados na patrulha do litoral. A Aviação Militar chegou a Mogi das Cruzes em 14 de julho com seis aviões Breguet 14, dois Nieuports e dois Spads, com os quais operou a partir de 19 de julho em observação e ligação. Do dia 22 em diante, despejaram granadas Stockles e obuses de 105 mm no território inimigo. A esquadrilha decolava de um centro de aviação em Santo Ângelo, próximo a Guaiaúna, a pouco mais de meia hora de voo da cidade.

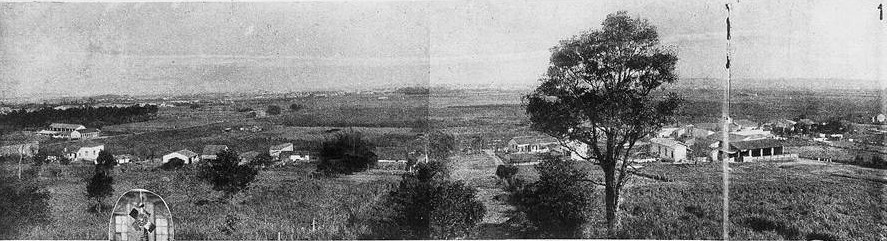
Vista do Campo de Marte

O emprego da aviação legalista foi também criticado por Abílio de Noronha. Segundo ele, os voos de reconhecimento foram de pouca serventia, pois ocorreram em alturas excessivas, rendendo informações vagas; não houve correção de tiro da artilharia usando a observação aérea; os bombardeios contra o Quartel da Luz erraram o alvo; os aviões inimigos voaram impunes, quando poderiam ter sido interceptados pelos Spad; e não houve voos baixos em apoio de fogo à infantaria. Por outro lado, conforme o jornalista Domingos Meirelles, o bombardeio aéreo causou poucos danos físicos, mas grande impacto psicológico.
Nenhum dos lados dispunha de artilharia antiaérea.

### Carros de combate

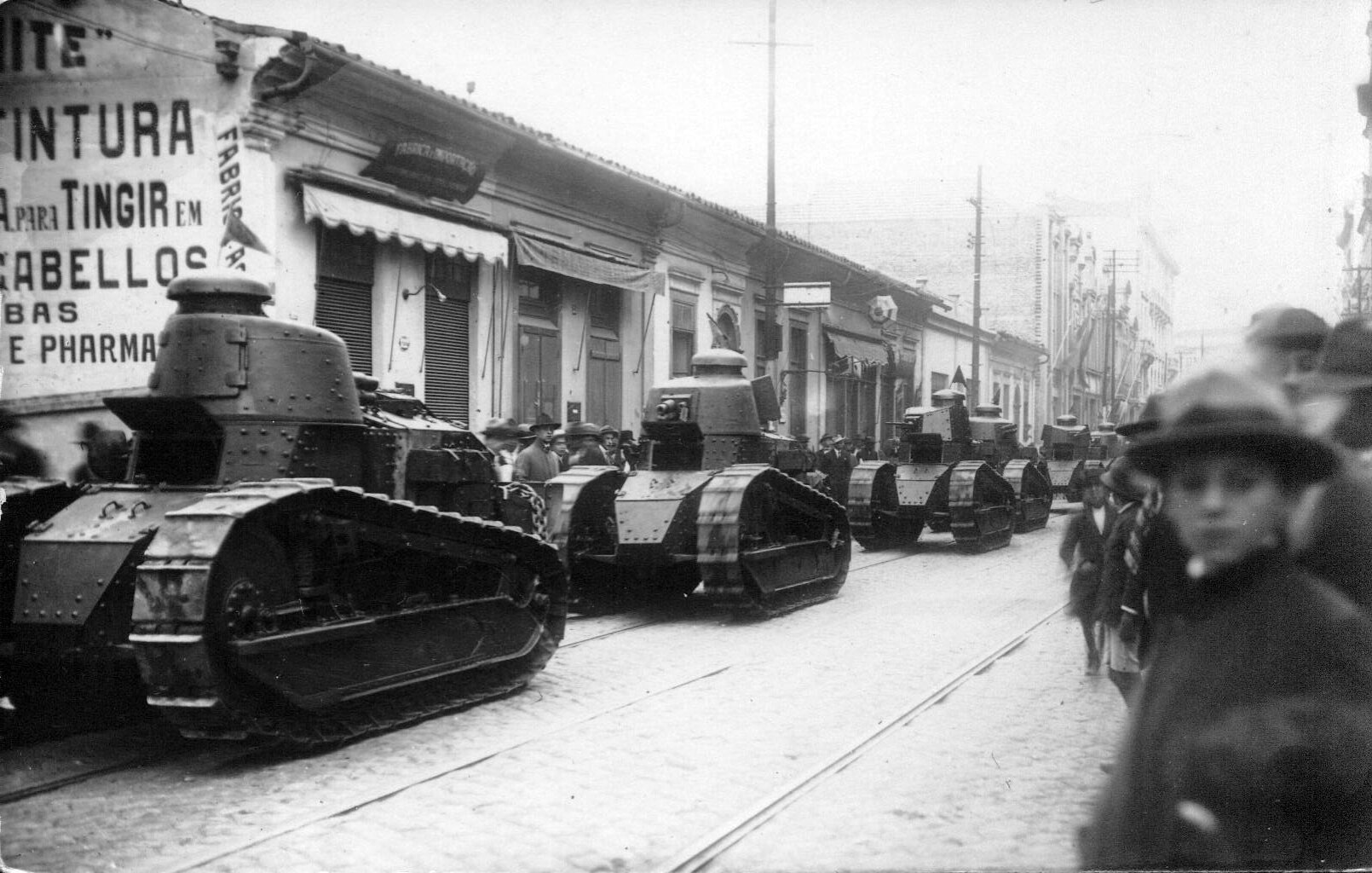
Companhia de Carros de Assalto desfila após a vitória legalista

O primeiro carro de combate do Exército Brasileiro, o Renault FT-17, teve sua estreia operacional em 1924. Das doze unidades existentes, organizadas na Companhia de Carros de Assalto, onze foram deslocadas a São Paulo. Essa tecnologia poderia ter sido decisiva, pois, embora lentos, tinham blindagem imune a fuzis e metralhadoras e podiam facilmente transpor as barricadas de rua ou destruir as frágeis defesas com seus canhões.  Juntamente com a artilharia de acompanhamento (canhões de 37 mm e morteiros), poderiam ter apoiado ataques de infantaria. Um assalto blindado poderia ser lançado do Brás até os quartéis da Luz, a poucos quilômetros de distância.
As fontes divergem sobre o uso desses veículos. Abílio de Noronha nega que tenham sido aproveitados em combate, mas há pelo menos um registro de sua operação na Mooca. Ciro Costa e Eurico de Góes mencionam duas operações, sem especificar data ou local. Há também relatos de seu uso no Belenzinho, onde teriam causado pânico nas linhas revolucionárias no dia 23, mas ao dia 25, já tiveram sua utilidade ofensiva anulada pelos batalhões estrangeiros, que já tinham experiência combatendo os carros de combate na Europa. Os Renault FT-17 avançaram sem apoio de infantaria suficiente e foram barrados por fossos de dois metros de profundidade; dois deles quase teriam sido capturados. Não há registro de perda de carros de combate em São Paulo. Após a vitória legalista, eles foram usados na ocupação da cidade.

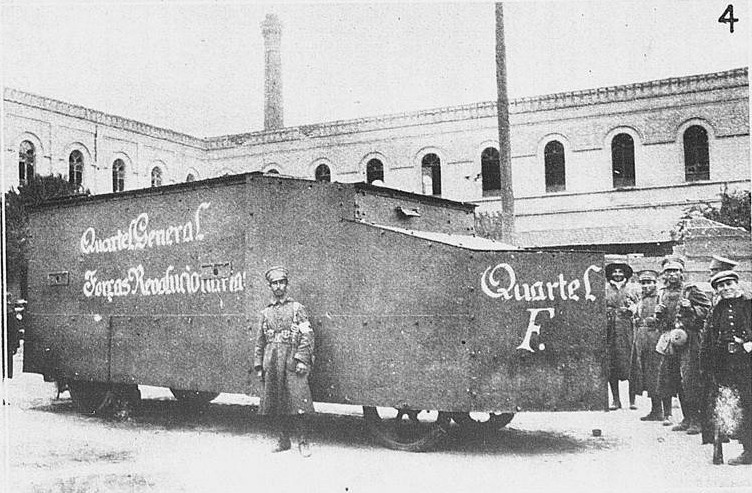
Carro blindado improvisado

Os revoltosos tentaram improvisar seus próprios blindados, na primeira tentativa de produção de blindados na história brasileira. Nas Oficinas Ferroviárias de São Paulo, com a ajuda de estrangeiros com experiência nesse tipo de veículo, dois chassis de caminhões foram convertidos em carros blindados. Um foi coberto de chapas de aço com pintura verde. A entrada era por uma porta na parte traseira, e os ocupantes tinham cinco seteiras para disparar armas automáticas. O outro tinha duas chapas de madeira separadas por areia. Havia uma torre fixa para uma metralhadora, mas a única visibilidade para o motorista e atirador era uma abertura na parte frontal. Nenhum dos veículos conseguiu se locomover, pois a blindagem era pesada demais. A Marinha também tentou acoplar blindagem a viaturas, mas os combates terminaram antes delas terem oportunidade de entrar em operação.

### Armas ferroviárias

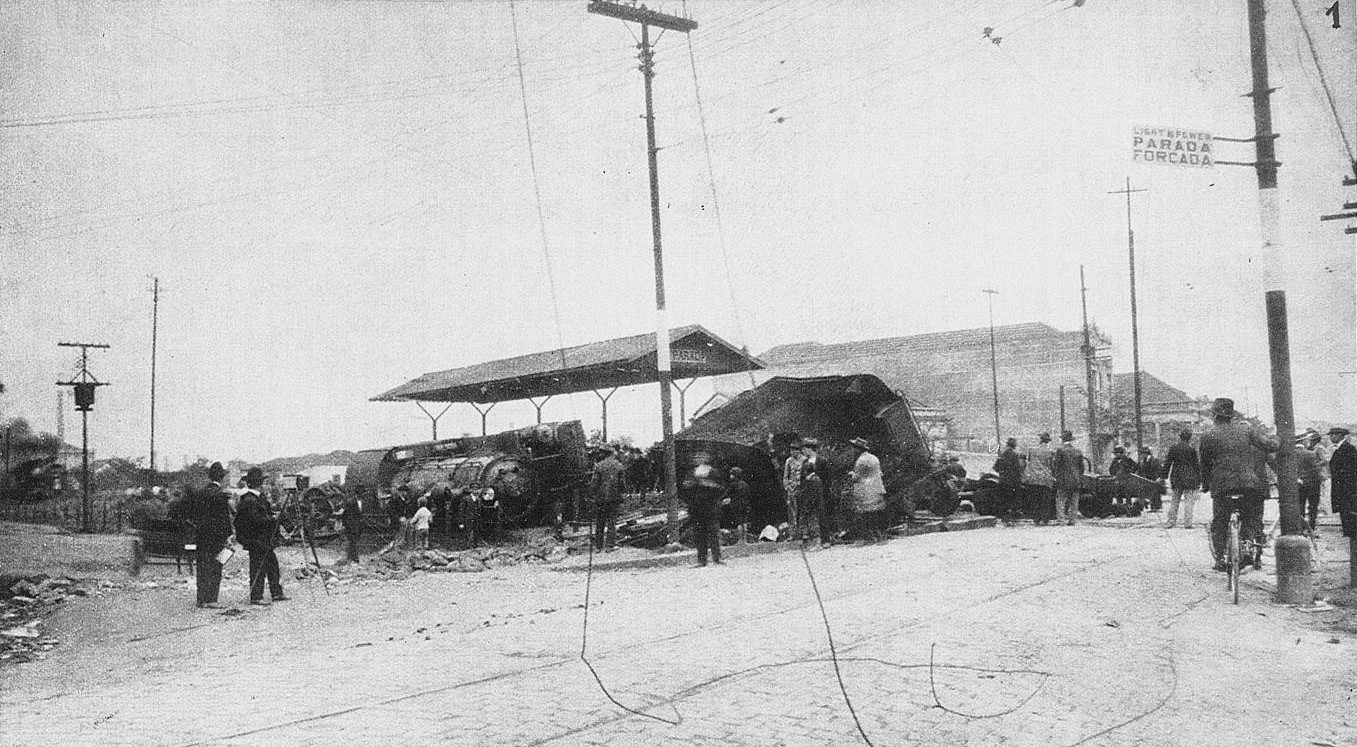
Locomotiva dos revoltosos descarrilhada

Nas oficinas da São Paulo Railway, os oficiais rebeldes, juntamente com um engenheiro húngaro e técnicos alemães, construíram um trem blindado. A locomotiva tinha duas chapas de aço na cabine, enquanto os vagões tinham paredes duplas de madeira, recheadas de areia e pintadas de preto, como se fossem de ferro. Sacos de areia nas janelas permitiam a soldados atirar de dentro dos vagões, e o vagão da frente tinha um limpa-trilhos e uma torre de ferro improvisada para uma metralhadora. Os rebeldes pretendiam combinar essa invenção com as “locomotivas malucas” ou “fantasmas”, sem maquinista, que seriam despachadas a todo vapor, carregadas de dinamite, para o território inimigo.
Em 22 de julho o trem blindado atacou os legalistas na estação de Vila Matilde. A composição demonstrou dificuldade de movimento nas curvas, devido ao peso carregado, mas acelerou e surpreendeu os soldados recém-chegados do Rio de Janeiro. A metralhadora da torre e a blindagem foram eficazes, e os legalistas reagiram tentando cercar a composição, enquanto dois funcionários da estação pretenderam desviar a linha para impedir a fuga do trem. O maquinista, percebendo essa manobra, reverteu a marcha e recuou. Os rebeldes consideraram este ataque um sucesso.
Quando o coronel João Francisco e seus comandados do segundo setor lançaram outro ataque no dia 25, caíram numa emboscada: próximo aos armazéns da Central do Brasil, a chave de desvio estava aberta. Quando o comandante desceu para fechá-la, dois disparos de artilharia explodiram um vagão e tombaram a locomotiva. Outro comboio veio em socorro aos feridos, foi também bombardeado e recuou. Os 51 passageiros do primeiro comboio foram feridos, incluindo o coronel João Francisco, e este revés levou a uma perda de território no dia seguinte. Lançamentos das “locomotivas malucas”, no dia 27, foram também inutilizados pela sabotagem inimiga da linha de trem.
Os legalistas da Marinha improvisaram uma artilharia ferroviária, acoplando 16 canhões dos navios de guerra a oito vagões: dois de 38 mm do Benjamin Constant, dois Nordenfelt de 38 mm da Escola Naval, oito Armstrong de 47 mm do Mato Grosso, Sergipe e Minas Gerais e dois Nordenfelt de 57 mm do Barroso.  O trabalho foi supervisionado pelo capitão-de-corveta Roberto Ruedes de Carvalho na Companhia Docas de Santos. Esses canhões foram usados na Mooca, onde os rebeldes reagiram com um canhão de 75 mm.

### Citações
1. ↑  Savian 2023, p. 110.
2. ↑  Santos 2013, p. 76.
3. 1 2  Costa & Góis 1924, p. 119.
4. 1 2  Costa & Góis 1924, p. 193.
5. 1 2  INCAER 1990, p. 117.
6. 1 2 3 4 5  Santos 2013, p. 38.
7. 1 2 3  Santos 2013, p. 61.
8. ↑  Savian 2023, p. 110-111.
9. ↑  Cruz Neto 2015.
10. ↑  Savian 2023, p. 87.
11. ↑  Parreira 2019, p. 28.
12. ↑  Noronha 1924, p. 113-114.
13. ↑  Castro 2022, p. 71-72.
14. ↑  Noronha 1924, p. 114.
15. ↑  Pinho 2014, p. 211.
16. ↑  Pinho 2014, p. 36.
17. ↑  Castro 2022, p. 49.
18. ↑  Corrêa 1976, p. 110-111.
19. ↑  Corrêa 1976, p. 77-82.
20. 1 2  Castro 2022, p. 47.
21. ↑  Meirelles 2002, p. 64.
22. 1 2 3  Corrêa 1976, p. 111.
23. ↑  DPH/Eletropaulo 1987, p. 25.
24. 1 2 3 4 5 6  DPH/Eletropaulo 1987, p. 30.
25. ↑  Castro 2022, p. 49-50.
26. 1 2  Carneiro 1965, p. 267.
27. 1 2  Meirelles 2002, p. 45-55, 69.
28. ↑  Meirelles 2002, p. 55, 59.
29. ↑  Silva 1971, p. 361-362.
30. ↑  DPH/Eletropaulo 1987, p. 26.
31. ↑  Falcão 1962, p. 134-135.
32. ↑  Castro 2022, p. 47-48.
33. ↑  Meirelles 2002, p. 60.
34. 1 2 3  Silva 1971, p. 362.
35. ↑  McCann 2009, p. 348.
36. 1 2 3 4  DPH/Eletropaulo 1987, p. 31.
37. ↑  Pinho 2014, p. 48.
38. ↑  Pinho 2014, p. 50.
39. ↑  Pinho 2014, p. 49.
40. ↑  Pinho 2014, p. 53-54.
41. 1 2  Meirelles 2002, p. 55, 58-59.
42. ↑  Pinho 2014, p. 68-69.
43. 1 2  Doria 2016, cap. 16.
44. ↑  Pinho 2014, p. 60.
45. ↑  Pinho 2014, p. 60-62.
46. ↑  Pinho 2014, p. 72-73.
47. ↑  Pinho 2014, p. 64-66.
48. 1 2  Corrêa 1976, p. 112.
49. ↑  Santos 2013, p. 24.
50. ↑  Castro 2022, p. 50.
51. 1 2 3 4 5 6 7 8 9 10  Doria 2016, cap. 17.
52. ↑  Carneiro 1965, p. 266.
53. 1 2  Torres 2000, cap. 7.
54. ↑  Noronha 1924, p. 60.
55. ↑  Meirelles 2002, p. 61-62.
56. ↑  Meirelles 2002, p. 62, 66.
57. ↑  Pinho 2014, p. 86-87.
58. ↑  Pinho 2014, p. 76.
59. ↑  Meirelles 2002, p. 65-66.
60. 1 2  Castro 2022, p. 51-52.
61. 1 2  Antosz 2000, p. 56.
62. ↑  Meirelles 2002, p. 66-68.
63. ↑  Castro 2022, p. 51.
64. ↑  Corrêa 1976, p. 116.
65. ↑  Meirelles 2002, p. 66.
66. ↑  Savian 2023, p. 106-107.
67. ↑  Corrêa 1976, p. 114-118.
68. 1 2  Cohen 2007, “Drama: os dias de julho”.
69. 1 2  Corrêa 1976, p. 119.
70. ↑  Castro 2022, p. 52-54.
71. ↑  Silva 1971, p. 396-397.
72. ↑  Pinho 2014, p. 166-168.
73. 1 2  Mendonça 1997, p. 100-101.
74. 1 2  Martins 1992, p. 269-270.
75. ↑  Cascardo 2005, p. 379.
76. 1 2  Silva 1971, p. 363.
77. ↑  Castro 2022, p. 54.
78. 1 2  Santos 2013, p. 25.
79. ↑  Meirelles 2002, p. 90.
80. 1 2 3  Carneiro 1965, p. 268.
81. ↑  O Estado de S. Paulo, 8 de julho de 1924, “Os reductos rebeldes” (p. 2).
82. ↑  Corrêa 1976, p. 114.
83. ↑  Castro 2022, p. 52.
84. ↑  Meirelles 2002, p. 69.
85. ↑  Pinho 2014, p. 114.
86. ↑  Pinho 2014, p. 117-119.
87. 1 2  Pinho 2014, p. 89.
88. 1 2 3  Carneiro 1965, p. 269.
89. ↑  DPH/Eletropaulo 1987, p. 35.
90. ↑  Pinho 2014, p. 82.
91. ↑  Meirelles 2002, p. 83.
92. 1 2  DPH/Eletropaulo 1987, p. 36.
93. ↑  Meirelles 2002, p. 87.
94. ↑  Pinho 2014, p. 119.
95. 1 2 3  Castro 2022, p. 54-55.
96. ↑  O Estado de S. Paulo, 8 de julho de 1924, “Na Várzea do Carmo” (p. 1-2).
97. ↑  Meirelles 2002, p. 88.
98. ↑  O Estado de S. Paulo, 8 de julho de 1924, “O Braz” (p. 1).
99. ↑  O Estado de S. Paulo, 8 de julho de 1924, “Escola Normal do Braz” (p. 2).
100. ↑  Parreira 2019, p. 11.
101. 1 2  Santos 2013, p. 25-26.
102. 1 2  DPH/Eletropaulo 1987, p. 38.
103. ↑  Pinho 2014, p. 124.
104. ↑  Costa & Góis 1924, p. 39.
105. ↑  Pinho 2014, p. 132-134.
106. ↑  Santos 2013, p. 27.
107. ↑  Pinho 2014, p. 145-147.
108. ↑  Mendonça 1997, p. 103.
109. ↑  Ribeiro 2004.
110. 1 2 3 4  Doria 2016, cap. 18.
111. ↑  Pinho 2014, p. 168.
112. ↑  Pinho 2014, p. 147-148.
113. 1 2  Castro 2022, p. 55-58.
114. ↑  Noronha 1924, p. 123-124.
115. ↑  Meirelles 2002, p. 105-106.
116. ↑  Pinho 2014, p. 149.
117. ↑  Pinho 2014, p. 206.
118. ↑  Carneiro 1976, p. 270.
119. 1 2  Silva 1971, p. 397-398.
120. ↑  DPH/Eletropaulo 1987, p. 42.
121. ↑  Meirelles 2002, p. 90-91.
122. 1 2 3 4  Calmon 1939, p. 327.
123. ↑  Santos 2013, p. 36.
124. 1 2 3 4 5  Santos 2013, p. 30.
125. ↑  Castro 2022, p. 59.
126. ↑  Mendonça 1997, p. 104.
127. ↑  Assunção 2014, p. 38-39.
128. 1 2  Savian 2023, p. 111.
129. ↑  Assunção 2014, p. 33-34.
130. ↑  Assunção 2014, p. 38.
131. ↑  Meirelles 2002, p. 110-112.
132. ↑  McCann 2009, p. 350-351.
133. 1 2 3 4  Santos 2013, p. 32.
134. 1 2  Carneiro 1965, p. 273.
135. 1 2 3 4  Lopes 2019.
136. ↑  Castro 2022, p. 56-57.
137. 1 2  Rachum 2016, p. 139.
138. 1 2 3 4  Castro 2022, p. 223.
139. ↑  Assunção 2014, p. 35.
140. ↑  Meirelles 2002, p. 143.
141. ↑  Meirelles 2002, p. 95-99, 106.
142. ↑  Santos 2013, p. 75.
143. ↑  Costa & Góis 1924, p. 115.
144. 1 2  Santos 2013, p. 37.
145. ↑  Noronha 1924, p. 131.
146. ↑  Andrade 1976, p. 62.
147. ↑  Costa & Góis 1924, p. 129.
148. ↑  Martins 1992, p. 283.
149. ↑  Ribeiro 1953, p. 228.
150. 1 2  Mendonça 1997, p. 105.
151. ↑  Calmon 1939, p. 325-327.
152. 1 2  Moraes 2000, p. 61.
153. ↑  Costa & Góis 1924, p. 114-115, 127, 197-198.
154. ↑  Maynard 2008, p. 93.
155. ↑  Coimbra 1981, p. 98-101.
156. 1 2  Castro 2022, p. 58-59.
157. ↑  Carneiro 1965, p. 271.
158. ↑  Santos 2013, p. 32-33.
159. ↑  Santos 2013, p. 72-75.
160. 1 2 3 4  Cohen 2007, “Estratégias”.
161. 1 2  Doria 2016, cap. 20.
162. ↑  Noronha 1924, p. 128-130.
163. ↑  Pinho 2014, p. 173-176.
164. ↑  Castro 2022, p. 59-60.
165. 1 2 3  Martins 1992, p. 278.
166. ↑  Costa & Góis 1924, p. 228-229.
167. ↑  Pinho 2014, p. 184.
168. ↑  Doria 2016, cap.20.
169. ↑  Martins 1992, p. 271.
170. 1 2 3 4  Mendonça 1997, p. 107.
171. ↑  Pinho 2014, p. 175-176.
172. ↑  DPH/Eletropaulo 1987, p. 47.
173. ↑  Martins 2012.
174. 1 2  O Estado de S. Paulo, 18 de julho de 1924.
175. ↑  Noronha 1924, p. 143.
176. ↑  Costa & Góis 1924, p. 199.
177. ↑  Cabanas 2014, p. 48.
178. ↑  Carneiro 1965, p. 276-277.
179. 1 2  Pinho 2014, p. 206-208.
180. ↑  Cabanas 2014, p. 47.
181. ↑  Pinho 2014, p. 217-218.
182. ↑  Pinho 2014, p. 234-235.
183. 1 2 3  Mendonça 1997, p. 108.
184. ↑  Costa & Góis 1924, p. 212.
185. ↑  Meirelles 2002, p. 155.
186. 1 2  Donato 1987, p. 490.
187. ↑  Pinho 2014, p. 225-227.
188. ↑  Costa & Góis 1924, p. 214.
189. ↑  Suzano 1966, p. 127-128.
190. 1 2  Carneiro 1965, p. 279.
191. ↑  Pinho 2014, p. 230-213.
192. ↑  DPH/Eletropaulo 1987, p. 56.
193. ↑  Pinho 2014, p. 219-220.
194. ↑  Toledo 2015, cap. 12.
195. ↑  Pinho 2014, p. 236-238.
196. ↑  Pinho 2014, p. 235-236.
197. ↑  Andrade 1976, p. 65-66.
198. ↑  Castro 2022, p. 63.
199. ↑  Noronha 1924, p. 146.
200. ↑  Silva 1971, p. 382.
201. ↑  Carneiro 1965, p. 278.
202. ↑  Silva 1971, p. 393-394.
203. ↑  Santos 2013, p. 73-75.
204. ↑  Santos 2013, p. 73-76.
205. ↑  Cohen 2007, “Ouvidos moucos”.
206. 1 2  McCann 2009, p. 352.
207. 1 2 3  Santos 2013, p. 74-75.
208. ↑  Castro 2016, p. 33.
209. ↑  Falcão 1962, p. 19.
210. ↑  Carneiro 1965, p. 280.
211. ↑  Meirelles 2002, p. 183.
212. ↑  Heller 2006, p. 67.
213. ↑  Meirelles 2002, p. 182-183.
214. ↑  Santos 2013, p. 72, 75-76.
215. ↑  Carneiro 1965, p. 280-281.
216. ↑  Castro 2022, Resumo.
217. ↑  Santos 2013, p. 19.
218. 1 2 3 4 5  Savian 2023, p. 111-112.
219. 1 2  Santos 2013, p. 37-39.
220. ↑  Tecchio 2021, p. 115-116, 146-147.
221. ↑  Andrade 1976, p. 66-67.
222. ↑  Noronha 1924, p. 127.
223. ↑  Noronha 1924, p. 136.
224. 1 2  Noronha 1924, p. 141-144.
225. ↑  Costa & Góis 1924, p. 212, 230.
226. ↑  Noronha 1924, p. 127, 145-146.
227. ↑  Costa & Góis 1924, p. 195.
228. ↑  Santos 2013, p. 39.
229. ↑  Assunção 2014, p. 43.
230. 1 2  Meirelles 2002, p. 142-143.
231. ↑  Savian 2023, p. 108.
232. ↑  Parreira 2019, p. 20.
233. ↑  Savian 2023, p. 109.
234. ↑  Stringhetti 2018, p. 81-82.
235. 1 2  Meirelles 2002, p. 141.
236. ↑  INCAER 1990, p. 118-119.
237. ↑  INCAER 1990, p. 121-122.
238. ↑  INCAER 1990, p. 117-119.
239. ↑  Meirelles 2002, p. 153.
240. ↑  INCAER 1990, p. 119-121.
241. ↑  Meirelles 2002, p. 154.
242. ↑  INCAER 1990, p. 119.
243. 1 2  Bastos 2021, p. 6.
244. ↑  Meirelles 2002, p. 157.
245. ↑  Noronha 1924, p. 142.
246. ↑  Costa & Góis 1924, p. 201.
247. ↑  Meirelles 2002, p. 157, 173-174.
248. ↑  Bastos 2007, p. 39-40.
249. ↑  Meirelles 2002, p. 138, 142, 147.
250. ↑  Castro 2022, p. 62-63.
251. ↑  Meirelles 2002, p. 170-171.
252. ↑  Meirelles 2002, p. 174-175.
253. ↑  Cabanas 2014, p. 46.